# Alstom Coradia LINT
Alstom Coradia LINT ist eine Familie von Triebzügen für den Nahverkehr. Das Akronym „LINT“ steht für „Leichter innovativer Nahverkehrstriebwagen“. Der LINT wurde von Linke-Hofmann-Busch (LHB) in Salzgitter entwickelt und wird seit deren Übernahme durch Alstom innerhalb der Produktfamilie Alstom Coradia vermarktet. iLINT steht für einen Wasserstoffzug, dessen Antrieb über Elektromotoren erfolgt, die mit Strom aus Wasserstoff-Brennstoffzellen versorgt werden. Die Produktion von Dieseltriebwagen wurde Ende 2023 eingestellt.

## Geschichte
Mitte der 1990er Jahre wurde nach neuen Fahrzeugkonzepten gesucht, um den Verkehr auf Nebenstrecken wirtschaftlicher zu gestalten. Die LHB entwickelte dazu einen leichten Triebwagen, der zunächst Leichter Innovativer Regionaltriebwagen, später LINT genannt wurde. Auf eine Ausschreibung der Deutschen Bahn im Jahr 1995 wurde erstmals der LINT 27 angeboten, für den die DB 1996 eine Absichtserklärung zum Kauf von 30 Zügen unterschrieb. Die erste feste Bestellung erfolgte im November 1997 durch die Landesnahverkehrsgesellschaft Niedersachsen (LNVG) für den Einsatz im Ausschreibungsnetz Weser-Ems.
Der LINT wurde im Laufe der Jahre weiterentwickelt. Insbesondere mussten die Dieselmotoren an die verschiedenen Stufen der EURO-Abgasnorm angepasst, der Brandschutz verbessert und Anpassungen für die Nutzung durch Personen mit eingeschränkter Mobilität vorgenommen werden. Weitere Verbesserungen betrafen die Crashsicherheit, die Klimatisierung sowie die Zugsignale (Wechsel von Halogen- auf LED-Fernlicht). Der erste Wasserstoffzug iLINT wurde auf der InnoTrans 2016 vorgestellt. Im Dezember 2023 wurde mit der Auslieferung der letzten beiden Züge aus einem Auftrag der Hessischen Landesbahn (HLB) die Produktion der Variante mit Dieselmotor eingestellt.

## Technik
Die LINT-Triebwagen werden hauptsächlich aus Stahlblech hergestellt. Der Antriebsstrang besteht pro Wagenkasten aus einer dieselmechanischen Antriebsanlage (»Powerpack«), bestehend aus einem liegend eingebauten MTU-Reihen-Sechszylinder-Dieselmotor mit angeflanschtem Fünfgang-Planetengetriebe. Weiter verläuft der Kraftfluss über Gelenkwellen zu den beiden Radsatzgetrieben des äußeren Drehgestells. Bei den LINT 54 und 81 ist als Bestelloption im B-Wagen zusätzlich das innere Drehgestell angetrieben. Diese Antriebsanlage weist keinen Generator, Luftverdichter und Klimakompressor auf und lässt sich nur im Stand zu- und abschalten. Je nach Netz wird die zusätzliche Antriebsleistung dauerhaft oder nur im Verspätungsfall genutzt.
Bis zu drei Triebwagen können gekuppelt verkehren, ausschließlich Lint 54 auch vierfach.
Bevorzugt werden Retarder als verschleißfreie Bremse angesteuert, bei höheren Bremssollwerten sowie unter ca. 30 km/h werden Scheibenbremsen direkt angesteuert. Zusätzlich befinden sich an einem End- und dem Mittelwagen ein Drehgestell mit Magnetschienenbremse. Bei älteren Fahrzeugen kamen Bremsanlagen von Rexroth Pneumatik zum Einsatz, später wurde auf Bremsausrüstungen von Knorr gewechselt (Steuerventil KKL Knorr klein leicht). Die Fahrzeuge des Erixx und der Hessischen Landesbahn verfügen über Dieselrußpartikelfilter.
Die Fahrzeuge verfügen über doppelflügelige Schwenkschiebetüren der Firma Bode. Bis 2010 war in den Rahmen des Türflügels eine durchgehende Glasscheibe eingefasst. In den seit 2011 gebauten Triebzügen wird die Glasfläche durch eine Querstrebe in dem Türflügel unterteilt. Seit 2022 wird die Glasscheibe unter der Querstrebe nicht mehr eingebaut und stattdessen der Bereich verblecht. Die Einstiege sind nach Kundenwunsch mit einer ausfahrbaren Spaltüberbrückung auf Einstiegsniveau oder einer festen Leiste zur Spaltreduzierung ausgerüstet. Ebenso können für niedrige Bahnsteige ausfahrbare Trittstufensysteme unterhalb der Einstiege eingebaut werden. Bis 2001 wurden diese Trittstufen als Gitterrost ausgeführt und bei nachfolgenden Fahrzeugen oder Nachrüstungen in verblechter Form ausgeführt.
Die Fahrzeuge verfügen über voneinander unabhängige Klimaanlagen für Führer- und Fahrgastraum. Je Wagenkasten sind zwei Dachklimageräte vorhanden. Die Abwärme der Dieselmotoren und Retarder wird über einen gemeinsamen Kühlkreislauf zur Heizung der Führer- und Fahrgasträume genutzt, ansonsten über Wasser-Luft-Kühler an die Umgebung abgegeben. An manchen Fahrzeugen werden bei Bedarf heizölbefeuerte Heizgeräte zugeschaltet. Da Heizöl steuerlich begünstigt ist, besitzen diese Fahrzeuge entweder einen separaten Heizöltank oder die Heizgeräte verfügen über Dieselzähler.
Im Fahrgastraum sind in Decken und Wänden mehrere Profilschienen angebracht mit denen viele Ausrüstungsgegenstände des Innenraummobiliars verschraubt sind. Haltestangen, Trennscheiben, Deckengondeln des Fahrgastinformationssystems, Gepäckablagen, Kleiderhaken, Wandhalterungen der Sitze und Abfallbehälter sind über dieses Systeme montiert. Zur Beleuchtung des Fahrgastraums ist ein durchgehendes Lichtband in der Deckenmitte vorhanden. Dieses ist bei älteren Fahrzeugen als Leuchtstofflampen mit Rasterabdeckung ausgeführt. Bei neueren Fahrzeugen werden zwei LED-Streifen verwendet.

## Typen
Die Typenbezeichnung gibt durch eine angehängte Zahl die ungefähre Länge in Metern an. Der im deutschen Fahrzeugeinstellungsregister als Baureihe 0640 geführte einteilige Typ mit einer Länge von 27,26 m heißt LINT 27. Bei der Deutschen Bahn AG wird er als Baureihe 640 geführt. Fahrzeuge, deren Einstiege für eine Bahnsteighöhe von 760 mm über Schienenoberkante optimiert sind, enthalten ein zusätzliches H am Ende der Bezeichnung.
Der im deutschen Fahrzeugeinstellungsregister als Baureihe 0648 geführte mit einem Jakobs-Drehgestell ausgeführte zweiteilige Typ mit einer Länge von 41,89 m heißt entsprechend LINT 41. Bei der Deutschen Bahn AG wird er als Baureihe 648 geführt.
Andere Konfigurationen mit Wagenkästen auf Enddrehgestellen, zweiteilig als LINT 54 (Baureihe 622) und dreiteilig als LINT 81 (Baureihe 620) bezeichnet, werden ebenfalls angeboten.
| Typ     | DB-Baureihe          | Anzahl | Achsformel               | Länge                                    | Betreiber |
| ------- | -------------------- | ------ | ------------------------ | ---------------------------------------- | --- |
| LINT 27 | 640                  | 47     | B’2’                     | 27,26 m                                  | DB Regio, Hessische Landesbahn (ex vectus), Hanseatische Eisenbahn |
| LINT 41 | 648, 1648, 2648, 623 | 714    | B’2’B’                   | 41,81 m (648), 42,17 m (623, 1648, 2648) | DB Regio, Arriva (Dänemark), Bayerische Regiobahn (BRB), Bentheimer Eisenbahn (BE), Eisenbahnen und Verkehrsbetriebe Elbe-Weser (EVB), erixx, Hessische Landesbahn (davon 10 LINT 41/H Eigentum Fahrzeugmanagement Region Frankfurt RheinMain, 18 LINT 41 ex vectus), Lokalbanen (Dänemark), Mitteldeutsche Regiobahn, AKN (ein Leihzug von Nordwestbahn von April 2021 bis Anfang September 2024, seit Mitte Dezember 2025 7 Stück von der Nordbahn), NordWestBahn (NWB), Keolis Nederland (Niederlande), Vestsjællands Lokalbaner (Dänemark) O-Train (Kanada), Start Niedersachsen Mitte, VIAS Rail, RheinRuhrBahn, Erfurter Bahn, (ehemals) Bayerische Oberlandbahn, Oberpfalzbahn (Die Länderbahn GmbH) |
| LINT 54 | 622, 1622            | 252    | B’2’+B’B’ oder B’2’+2’B’ | 54,27 m                                  | DB Regio, erixx, vlexx, 14 Stück bei AKN, VIAS Rail, Rurtalbahn, Bayerische Regiobahn (BRB), Hessische Landesbahn (HLB), SWEG, ODEG |
| iLINT   | 554                  | 43     | B’2’+2’B’                | 54,27 m                                  | Eisenbahnen und Verkehrsbetriebe Elbe-Weser (EVB), RV Start Deutschland |
| LINT 81 | 620                  | 70     | B’2’+B’2’+B’B’           | 80,92 m                                  | DB Regio, vlexx, Bayerische Regiobahn (BRB) |

### LINT 27

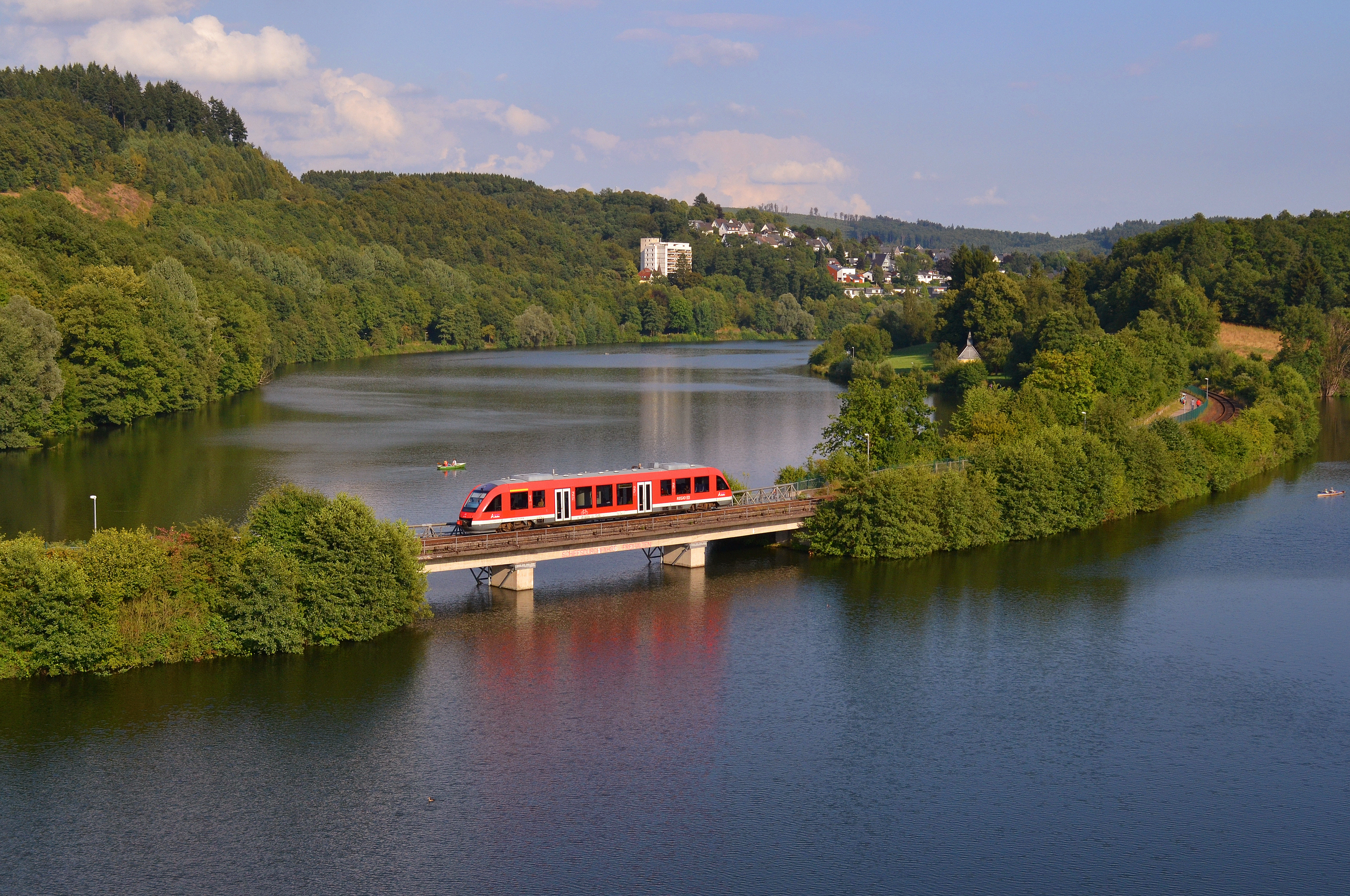
LINT 27 von DB Regio NRW auf der Biggetalbahn bei Olpe.

Die einteiligen Triebwagen haben eine Leistung von 315 Kilowatt und eine Höchstgeschwindigkeit von 120 km/h. Eine Besonderheit ist die dieselhydraulische Kraftübertragung bei den LINT 27 der DB Regio, während in allen anderen Nachfolgebaureihen ein dieselmechanisches Automatikgetriebe eingebaut wurde.
Ein Fahrzeug bietet 52 Sitzplätze in der zweiten Klasse, acht Sitzplätze in der ersten Klasse sowie 13 Klappsitze im Mehrzweckabteil. Bei unbenutzten Klappsitzen haben 85 Personen stehend Platz, bei besetzten Klappsitzen 71.

#### Fahrzeugeinsatz

##### DB Regio
Die ersten 30 Fahrzeuge der Baureihe 640 erhielt die DB Regionalbahn Westfalen im Rahmen der großen Verkehrsverträge mit den Zweckverbänden in Nordrhein-Westfalen. Das Land NRW beteiligte sich mit einer Fahrzeugförderung von 640.000 € je Fahrzeug zur Hälfte an der Beschaffung. Das Unternehmen verpflichtete sich mit der Förderung, die Fahrzeuge zwölf Jahre in NRW einzusetzen. Ab dem Jahr 2000 begann der Einsatz auf nicht elektrifizierten Nebenstrecken in NRW. Dabei kamen die Fahrzeuge auf den Linien Münster–Bielefeld, Bielefeld–Altenbeken, Unna–Neuenrade, Dortmund–Dorsten, Dorsten–Coesfeld, Dorsten–Oberhausen, Oberhausen–Duisburg-Ruhrort, Duisburg–Duisburg-Entenfang, Finnentrop–Olpe und Siegen–Bad Berleburg zum Einsatz. Ursprünglich waren alle Fahrzeuge mit einem Fahrkartenautomaten ausgerüstet, der später mit der Verschiebung der Einsatzgebiete ausgebaut wurde.
Mit dem Verlust der Ausschreibung Ruhrort–Dorsten an die Prignitzer Eisenbahn gingen ab Dezember 2002 die Einsatzlinien um Oberhausen verloren. Ab Dezember 2003 übernahm dann die NordWestBahn das Ems-Senne-Weser-Netz mit den von Bielefeld ausgehenden Linien. Ab Dezember 2004 gewann DB Regio das Sauerland-Netz, womit die Fahrzeuge der Baureihe 640 zwischen Unna und Neuenrade durch welche der Baureihe 648 ersetzt werden sollten. Bei Problemen mit der Fahrzeugverfügbarkeit kamen die vorherigen Fahrzeuge hier trotzdem zum Einsatz. Ebenfalls ab Dezember 2004 gewann DB Regio die Ausschreibung des Netzes Dreiländerbahn, womit der Einsatz auf den Linien Finnentrop–Olpe, Siegen–Bad Berleburg und Dillenburg–Au für 10 Jahre gesichert werden konnte. Mit dem neuen Verkehrsvertrag wurden die Fahrzeuge die in dem Netz eingesetzt wurden modernisiert, dabei erhielten sie Armlehnen und Klapptische. Ab Dezember 2006 verlor DB Regio das Netz Emscher–Münsterland an die NordWestBahn, womit die Einsatzlinien Dortmund–Dorsten und Dorsten–Coesfeld verloren gingen.
Nach dem Verlust des Netzes Emscher–Münsterland wurden sechs Fahrzeuge nach Leipzig zum Einsatz auf der Linie Leipzig–Geithain verlegt. Dieser nicht genehmigte Einsatz außerhalb von NRW hatte für Debatten im Landtag gesorgt. Der damalige NRW-Verkehrsminister Oliver Wittke hatte die Bezirksregierung Düsseldorf aufgefordert zuwendungsrechtliche Konsequenzen gegenüber DB Regio aus dem nicht angezeigten Einsatz außerhalb von NRW zu ziehen. Im März 2008 endete der Betrieb mit dem Verlust der Linie an Veolia Verkehr Sachsen-Anhalt. Ab April 2008 wurden zwei Fahrzeuge zur Verstärkung im Fahrradverkehr auf der Linie Dortmund–Winterberg umgebaut, um den enormen Zuspruch im Anreiseverkehr des RuhrtalRadweges besser bewältigen zu können. An Wochenenden mussten direkte Zusatzbusse eingesetzt werden um die Nachfrage bewältigen zu können. Dazu wurden 24 Sitzplätze in den Hochflurbereichen entfernt und durch Klappsitze ersetzt. Ebenso wurde der Fahrkartenautomat und Glastrennwände entfernt und die Treppen in die Hochflurbereiche mit einer schmalen Rampe ausgerüstet. Das Erste-Klasse-Abteil ist entfallen. Die Fahrzeuge besaßen 26 Fahrradstellplätze und kamen auch bei Großveranstaltungen zum Einsatz. Die Fahrzeuge wurden auf der Linie mit der Baureihe 648 in Mehrfachtraktion eingesetzt. Mit der Reaktivierung der Strecke Brilon Wald–Brilon Stadt im Dezember 2011 wurden weitere Fahrzeuge im Pendelbetrieb zwischen Brilon Wald und Brilon Stadt sowie zur Verstärkung von Fahrten im Berufsverkehr zwischen Brilon und Dortmund eingesetzt.
Mit der Ausschreibung des Westerwald-Eifel-Sieg-Netzes gewann die HLB ab 2014 die Linien um Siegen und DB Regio die Linien Koblenz–Gießen, Limburg–Mayen und Andernach–Kaisersesch. Damit wurden die Fahrzeuge aus dem Netz Dreiländerbahn nach Limburg umstationiert und auf diesen Linien eingesetzt. Seit Mai 2016 kam die Baureihe mit dem Gewinn der Ausschreibung des Sauerland-Netzes wieder auf der Linie Dortmund–Dorsten zum Einsatz. Auch auf den anderen Linien des Sauerland-Netzes kam die Baureihe als Ersatz bis zur vollständigen Auslieferung der Pesa Link zum Einsatz.
Seit 2017 ergänzen zehn Fahrzeuge das Harz-Weser-Netz von DB Regio, zum einen als Ersatz für die letzten Notfall-Triebwagen der Reihe 628 und zum anderen im Regelbetrieb: Auf der reaktivierten Ilmebahn seit Dezember 2018 zwischen Einbeck-Mitte und Salzderhelden, wo die Zubringerfunktion zum Metronom bis dato von Bussen mit dreimal längerer Fahrzeit übernommen wurde; zwischen Braunschweig Hbf und Salzgitter-Lebenstedt, wo seit Dezember 2017 ein Halbstundentakt gefahren wird; sowie für Verstärkerleistungen auf der elektrifizierten Strecke Braunschweig–Helmstedt und auf den Verstärkerzügen zwischen Northeim und Bodenfelde. Ab Dezember 2024 werden die Fahrzeuge nicht mehr zwischen Braunschweig und Salzgitter-Lebenstedt eingesetzt, sondern die Platzkapazität auf der Linie Bad Harzburg–Göttingen vergrößern, in dem sie mit der Baureihe 648 in Traktion eingesetzt werden.
Von Dezember 2019 bis August 2022 wurden sieben Triebwagen bei der Südostbayernbahn auf der Bahnstrecke Traunstein–Traunreut/Mühldorf und Traunstein-Waging eingesetzt. Aufgrund fehlender Wartungszertifikate der Werkstatt Mühldorf kamen alle 7 Stück seit August 2022 nicht mehr zum Einsatz und wurden im November 2022 wieder abgegeben. Seit 2023 werden Fahrzeuge der Baureihe 640 von der Deutschen Bahn auf dem Gebrauchtzugportal zum Verkauf angeboten. Zum Fahrplanwechsel Dezember 2019 gewann DB Regio Nordost für 6 Jahre den Betrieb auf der Linie Velgast–Barth (RB 25), wofür zwei Fahrzeuge in Rostock stationiert wurden.

##### Vectus/Hessische Landesbahn
Als erste Nichtbundeseigene Eisenbahn bestellte vectus Ende 2004 zehn LINT 27. Diese Fahrzeuge fuhren in verschiedenen Traktionsvarianten zusammen mit LINT 41 auf der Ländchesbahn zwischen Niedernhausen und Wiesbaden sowie Limburg–Koblenz (Lahntalbahn). Weitere Einsatzgebiete waren Limburg–Montabaur – Siershahn (Unterwesterwaldbahn) und Limburg–Westerburg – Hachenburg – Altenkirchen – Au(Sieg) (Oberwesterwaldbahn). Nach der Neuvergabe der Verkehrsleistungen gingen die Triebwagen in den Besitz der Muttergesellschaft Hessische Landesbahn über, um nach einer Designanpassung bei Alstom in Braunschweig im Eifel-Westerwald-Sieg-Netz zu fahren. Im Zuge der Neuausschreibung sind die Linien von Limburg nach Koblenz und Wiesbaden entfallen und die Linie Limburg–Au nach Siegen verlängert worden. Außerdem ist die Linie Siegen–Dillenburg als Einsatzlinie hinzugekommen.

##### Transdev/Hanseatische Eisenbahn/Leo Express
Die Transdev Sachsen-Anhalt setzte die Züge von 2005 bis 2018 beim HEX (Harz-Elbe-Express) auf den Strecken Halberstadt–Blankenburg (Harz) und Könnern–Bernburg (Saale) sowie als Verstärkerwagen im übrigen Liniennetz ein, bis die Angebote von Abellio Rail übernommen wurden. Die Triebwagen wurden durch Transdev GmbH betrieben und bei der VIS Verkehrs Industrie Systeme GmbH Halberstadt unterhalten. Seit Dezember 2018 werden drei Fahrzeuge von der Hanseatischen Eisenbahn für den Regionalbahnverkehr auf den Strecken Stendal–Rathenow und Stendal–Tangermünde genutzt. Die übrigen Fahrzeuge wurden von Leo-Express übernommen und an Arriva vlaky zum Einsatz im Nahverkehr in Tschechien angemietet.

### LINT 41
Ein LINT 41 besteht aus zwei Wagenkästen, die sich in der Mitte auf ein Jakobs-Drehgestell stützen. Die Fahrzeuge haben vier Außentüren, optional ein WC pro Triebzug und einen Mehrzweckbereich. Bei einigen Verkehrsunternehmen (zum Beispiel Dreiländerbahn) befinden sich im Türbereich auch Fahrkartenautomaten. Im Hochflurteil zwischen Triebdrehgestell und Einstiegsbereich beider Wagen sind unterflur die je 315 bis 400 kW leistenden Motoren eingebaut.
Ab 2011 gab es wesentliche Änderungen an der Fahrzeugkonstruktion unter anderem zur Erfüllung der EN 15227. Dazu wurden die Fahrzeuge mit einem neuen Kopf versehen, um die Unfallsicherheit zu erhöhen. Durch den Einbau von Energieverzehrelementen mit Aufkletterschutz hinter dem GFK-Kopf läuft dieser im Vergleich zu früheren Fahrzeugen nicht mehr so schmal auf die Mittelpufferkupplung zu. Die Pfeifeinrichtung musste aus dem Bereich der Kupplung in die Dachpartie verlegt werden. Es wurden andere Module für die Klimaanlagen im Dachbereich verbaut sowie eine größere Toilettenkabine zur Verbesserung der Barrierefreiheit nach TSI-PRM eingebaut. Die Umkonstruktion ließ das Fahrzeuggewicht um wenige Tonnen steigen, wodurch seither auch stärkere Antriebsanlagen mit 390 kW eingesetzt werden. Die Höchstgeschwindigkeit bei diesen Fahrzeugen beträgt 140 km/h.

#### Fahrzeugeinsatz
Die LINT-41-Triebzüge werden von verschiedenen Eisenbahnverkehrsunternehmen vor allem in Deutschland aber auch in den Niederlanden, Dänemark, Schweden, Kanada, Tschechien, Rumänien und der Slowakei eingesetzt.

##### DB Regio
Nach der gewonnenen Ausschreibung des Netzes Nord setzte DB Regionalbahn Schleswig-Holstein unter der DB-Baureihe 648 von Kiel aus sechs dieser Züge (648 001–006) ab 2000 auf der Strecke Kiel–Flensburg ein.
Ab 2009 wurde ein Linientausch mit der Nord-Ostsee-Bahn zwischen den Linien Kiel–Eckernförde und Kiel–Neumünster durchgeführt. Ab 2011 wurden die Fahrzeuge nach einer erneuten Ausschreibung durch Neufahrzeuge ersetzt und dienten bis 2016 in Kiel als Betriebsreserve. Anschließend waren diese Triebwagen in Dortmund beheimatet, wo sie als Ersatzfahrzeuge für die verspätet gelieferten Triebwagen der Baureihe 632 im Sauerland-Netz eingesetzt wurden. Nach deren Auslieferung wurden die Fahrzeuge im DB-Stillstandsmanagement hinterstellt und zum Verkauf angeboten, wobei ein Fahrzeug an die Abellio Rail NRW vermietet war. Im Jahr 2023 wurden die Fahrzeuge an die Bentheimer Eisenbahn für Reaktivierungspläne zwischen Neuenhaus und Coevorden verkauft. Bei der Überführung wurde ein Fahrzeug bei einer Flankenfahrt eines ICEs in Lauenbrück stark beschädigt.
Ab 2004 setzte DB Regio NRW 28 Fahrzeuge (648 101-121, 201-207) im Sauerland-Netz und bei der Dreiländerbahn ein. 21 Lint 41 H wurden auf den Linien Dortmund–Winterberg, Dortmund–Iserlohn, Dortmund–Lüdenscheid, Unna–Neuenrade bis 2016 eingesetzt. 14 dieser Triebwagen wurden an DB Regio Nordost nach Berlin abgegeben, wo sie nach einem Re-Design nun auf dem Prignitz-Express eingesetzt werden. 7 verblieben als Ersatzfahrzeuge bis 2021 im Sauerland-Netz bis zur vollständigen Auslieferung der Baureihe 632. Diese wechselten anschließend nach Kiel, wo sie nach einer Umgestaltung in das nah.sh-Design bis zur Elektrifizierung der Strecke Lübeck–Neustadt im Elektronetz Ost eingesetzt werden. Die anderen 7 Dortmunder Lint 41 waren bis Ende 2014 bei der Dreiländerbahn auf der Linie Dillenburg–Au (Sieg) unterwegs. Seit Dezember 2014 werden diese Triebwagen von DB Regio Südwest (seit 2016 DB Regio Mitte) auf den Strecken der Lahn-Eifel-Bahn gemeinsam mit den Baureihen 640 und 643 eingesetzt. Dies beinhaltet die Bahnstrecke Andernach–Kaisersesch, den Abschnitt Andernach–Koblenz der Linken Rheinstrecke sowie die Lahntalbahn.
Im Rahmen des großen Verkehrsvertrages in Niedersachsen wurden von DB Regio Nord 27 Lint 41 (648 251–277) für das Harz-Weser-Netz beschafft und in Braunschweig stationiert. Die Triebwagen kamen ab Dezember 2005 auf den Linien Braunschweig–Herzberg, Holzminden–Bad Harzburg, Göttingen–Nordhausen, Ottbergen–Göttingen und Northeim–Bodenfelde zum Einsatz. Mit dem Entfall der regelmäßigen Intercity im Leinetal wird auch der Abschnitt Kreiensen–Göttingen mit den Fahrzeugen befahren. Nach der Neuausschreibung des Dieselnetz Niedersachsen Südost (DINSO) änderte sich der Linienzuschnitt etwas und die Triebwagen wurden mit neuen Sitzen, Informationsanzeigen und WLAN-Ausstattung modernisiert. Statt der Linienabschnitte Göttingen–Ottbergen und Holzminden–Kreiensen werden seit Dezember 2014 die Linien Braunschweig–Schöppenstedt und Braunschweig–Salzgitter-Lebenstedt befahren, seit Dezember 2018 auch die Linie Göttingen–Einbeck. Seit diesem Zeitpunkt werden in dem Netz zusätzlich Lint 27 aus NRW eingesetzt.
Mit dem Gewinn der Ausschreibung des Dieselnetz Nürnberg bestellte die damalige DB Regio Mittelfranken (heute DB Regio Bayern) 30 Lint 41 bei Alstom. Die Bestellung wurde später auf 27 reduziert, da die Linie Nürnberg–Neustadt (Aisch) auf elektrischen Betrieb umgestellt werden sollte. Befahren werden von Nürnberg aus die Linien nach Markt Erlbach, Cadolzburg, Gräfenberg, Neuhaus, Simmelsdorf-Hüttenbach sowie von Neustadt (Aisch) nach Rothenburg ob der Tauber. Ab 2008 kamen die Einheiten 648 301–327 dort zum Einsatz und führten bei den Kunden zu Protesten, da die Beförderungskapazitäten zu gering ausgefallen sind. Es mussten zusätzliche Triebwagen der Baureihe 642 eingesetzt werden. Zum Dezember 2019 wurde das Netz erneut ausgeschrieben und dabei um die Linien Roth–Hilpoltstein, Pleinfeld–Gunzenhausen und Wicklesgreuth–Windsbach ergänzt. Die Bestandsfahrzeuge bleiben dabei erhalten und wurden einer Modernisierung unterzogen. Zusätzlich wurden acht Lint 54 beschafft.
Zum Fahrplanwechsel im Dezember 2009 gewann die Regionalbahn Schleswig-Holstein (RB SH) das Ostnetz mit elektrischen und dieselbetriebenen Leistungen um Lübeck. Dazu wurden 25 Lint 41H angeschafft. Die ersten 648.3 wurden Ende August 2009 ausgeliefert. Zum Netz Ost gehören die Linien Büchen–Aumühle, Lübeck–Neustadt/Puttgarden, Lübeck–Lübeck Travemünde Strand, Kiel–Lübeck–Lüneburg. Zum Fahrplanwechsel im Dezember 2011 gewann das Unternehmen zusätzlich zwei Lose des Nordnetz und beschaffte hierfür 16 Lint 41H (648 450–465). Dieses Netz umfasst die Strecken Kiel–Husum, Kiel–Flensburg, Husum–St. Peter Ording und wurde zuvor von der Nord-Ostsee-Bahn und der DB Regionalbahn SH mit Lint 41 H aus dem Jahr 2000 befahren. Seit der Betriebsaufnahme beider Netze wurde der Fahrzeugeinsatz der Netze durchmischt. Mit den Fahrplanwechseln im Dezember 2022 und Dezember 2023 verlor das Unternehmen den Großteil der Linien beider Netze im Rahmen der XMU-Ausschreibung an die Anbieter erixx und nordbahn. Die Anbieter setzten neue Batterie-Oberleitungstriebzüge vom Typ FLIRT Akku ein, die das Land Schleswig-Holstein beschafft hatte. Im Rahmen einer gewonnenen Ausschreibung stellt die DB Regionalbahn SH für zwei Jahre bis Ende 2024 eine Flotte von 22 Lint 41H zur Verfügung, die bei Problemen oder Lieferverzögerungen der Akkuzüge genutzt werden können. Ab 2025 werden vier Triebwagen für Kapazitätserweiterungen im DINSO Netz nach Braunschweig verlegt. Zum gleichen Zeitpunkt werden 16 Fahrzeuge vom Hersteller Alstom gemietet, um im Taunusnetz bei einem Ersatzkonzept für Fahrzeuge vom Typ iLint eingesetzt zu werden.
Im Juni 2012 bestellte DB Regio unter anderem 14 LINT 41 mit 112 Sitzplätzen, hauptsächlich für den Regionalverkehr in Rheinland-Pfalz. Die Fahrzeuge gingen ab Dezember 2015 im „Dieselnetz Südwest“ in Betrieb. Diese Triebwagen werden als Baureihe 623 bezeichnet und sind die ersten Fahrzeuge Lint 41 mit neuer Kopfform. Die Lackierung erfolgte im Landesdesign in grau mit roten Kopfpartien. Eingesetzt werden die Fahrzeuge auf den Linien Worms–Biblis, Weinheim–Fürth, Worms–Bensheim, Worms–Bingen, Neustadt–Monsheim und Frankenthal–Eiswoog.
Im Rahmen der im März 2013 gewonnenen Ausschreibung „Teilnetz Ost-West“ Mecklenburg-Vorpommern orderte DB Regio 17 LINT 41 für den Betrieb der Regionallinien Lübeck–Bad Kleinen–Pasewalk–Ueckermünde Stadthafen / Szczecin. Diese tragen die Baureihenbezeichnung 623 und haben seit April 2016 eine Zulassung für Polen. Seit der Einführung des Deutschlandtickets sind die Züge zwischen Lübeck und Stettin zu gewissen Zeiten völlig überlastet, da viele Polen, die im norddeutschen Raum wohnen, der umsteigefreien Verbindung gegenüber der teureren Variante mit dem ICE über Berlin den Vorzug geben. Probleme bereitet oftmals die Unterbringung von Gepäckstücken - so sind im Niederflur-Mehrzweckbereich für Fahrräder für 20 Sitze der Reihenbestuhlung gerade einmal sechs Kleiderhaken und überhaupt keine Gepäckablagen vorhanden. Die Gepäckablagen im Hochflurraum sind so niedrig, dass keine großen Koffer untergebracht werden können.
Für das „Dieselnetz Ulm“ lieferte Alstom seit 2020 acht Coradia LINT 41 mit je 125 Sitzplätzen an die DB Regio Bayern. Ab Dezember 2020 wurde der Betrieb aufgenommen.

##### Transdev
Ab dem Jahr 2000 setzte die Nord-Ostsee-Bahn neun LINT 41H auf einem Los des Netzes Nord ein, dass das Unternehmen in einer Ausschreibung gewonnen hat. Das Netz umfasst die Linien Kiel – Neumünster, Kiel – Husum und Husum – St. Peter Ording. 2009 erfolgte ein Linientausch mit der DB Regionalbahn SH zwischen den Linien Kiel – Neumünster und Kiel – Eckernförde. Die anschließende Neuausschreibung des Netzes Nord verlor das Unternehmen an die DB Regionalbahn SH, die im Dezember 2011 den Betrieb aufnahm. Die Fahrzeuge wurden auf den Harz-Elbe-Express und die NordWestBahn im Niers-Rhein-Emscher-Netz aufgeteilt. Nach dem Verlust der Leistungen des Harz-Elbe-Expresses gingen auch diese Fahrzeuge an die NordWestBahn waren aber auch vereinzelt bei weiteren Transdev Tochterunternehmen oder der AKN im Einsatz.
Die MecklenburgBahn GmbH (MEBA) setzte seit Juni 2001 als Tochter des kommunalen Verkehrsunternehmens Nahverkehr Schwerin GmbH 6 Lint 41 auf der Linie Rehna – Schwerin – Parchim ein. Im Mai 2005 fusionierte die MEBA mit der Ostmecklenburgischen Eisenbahn mbH (OME) zur Ostseeland Verkehr GmbH (OLA), die die genannte Strecke bis Dezember 2013 betrieb. Am neuen Unternehmen mit Sitz in Schwerin hielten Transdev 70 % und die Nahverkehr Schwerin GmbH 30 % der Anteile. Seit dem Verlust der Leistungen wurden die Fahrzeuge bei verschiedenen Verkehrsunternehmen innerhalb des Transdev Konzerns und bei der Hessischen Landesbahn eingesetzt. Hauptsächlich werden die Fahrzeuge bei der Mitteldeutschen Regiobahn auf der Linie Leipzig - Döbeln und als Ersatzfahrzeuge zwischen Leipzig und Chemnitz eingesetzt. Dafür haben die Fahrzeuge eine silberne Lackierung und gelbe Türen erhalten.
Beim Harz-Elbe-Express (HEX) fuhren die LINT 41 seit 2005 auf den Strecken Halle – Halberstadt – Goslar und (Berlin -) Magdeburg - Thale/Goslar. Im Dezember 2018 endete der Einsatz aller LINT im Netz der HEX durch Verlust der Ausschreibung. Die 648 gingen zu Leo Express CZ und wurden in Tschechien an den Betreiber ARRIVA vlaky weitervermietet.
Die Bayerische Regiobahn (Transdev GmbH) setzte seit Dezember 2008 16 LINT 41 im Dieselnetz Augsburg II mit einer gesteigerten Motorleistung von 2× 390 kW ein, die mit zwei Mercedes-Benz-Sechszylinder-Dieselmotoren ausgerüstet waren. Weitere zehn Züge wurden bis zum Dezember 2009 in Betrieb genommen. Befahren werden die Strecken Augsburg – Weilheim – Schongau, Augsburg – Ingolstadt und Eichstätt Bahnhof – Eichstätt Stadt.
Nach einer gewonnenen Neuausschreibung des dann D-Netz Augsburg I bezeichneten Einsatzgebietes beschaffte die Bayerische Regiobahn zur Erneuerung ihres Fahrzeugbestandes 41 neue LINT 41, die 2022 in Betrieb genommen wurden. Die 26 älteren Fahrzeuge waren nach dem Verlust ihres Einsatzgebietes zunächst im Taunusnetz als Ersatzfahrzeuge für zu spät gelieferte iLINT im Einsatz. Anschließend gingen sechs Fahrzeuge an die Erfurter Bahn die die Fahrzeuge mit dem erneut gewonnenen Ostnetz seit Oktober 2023 auf der Linie Erfurt - Gera einsetzt. Die restlichen Fahrzeug gingen an den Betreiber Leo Express der die Fahrzeuge in der Slowakei im Nahverkehr einsetzt.
Für das Dieselnetz Augsburg I mit den Linien München-Füssen sowie Augsburg-Füssen und Augsburg-Landsberg beschaffte die Bayerische Regiobahn zum Dezember 2018 28 neue Triebwagen der Baureihe LINT, darunter 19 LINT 41.
Für das Niers-Rhein-Emscher Netz hat die NordWestBahn 28 Triebwagen vom Typ LINT 41H bestellt. Das Niers-Rhein-Emscher Netz umfasst die Linien RE 10 Düsseldorf – Kleve, RB 31 Duisburg – Xanten, RB 36 Oberhausen – Duisburg-Ruhrort und die RB 44 Dorsten - Oberhausen.

##### Länderbahn
Als Ersatz für die nicht zugelassenen Pesa-Link-Fahrzeuge bestellte die Oberpfalzbahn im Februar 2015 zwölf LINT 41. Die Fahrzeuge wurden am 24. Februar 2016 zugelassen und zwischen März und Juni 2016 geliefert. Seitdem sind die Fahrzeuge zwischen Regensburg und Marktredwitz im Einsatz.

##### Vectus/Hessische Landesbahn
Im Jahr 2004 nahm Vectus unter anderem mit 18 LINT 41 den Betrieb im Westerwaldnetz auf. Bei Vectus handelte es sich um ein Gemeinschaftsunternehmen der Hessischen Landesbahn und der Westerwaldbahn. Die Triebwagen wurden von dem Anbieter auf den Linien Au–Limburg, Siershahn–Limburg, Koblenz–Limburg und Wiesbaden–Limburg eingesetzt. Bei der Neuvergabe des Eifel Westerwald Sieg-Netz mit Betriebsstart im Jahr 2015 trat nur noch die Hessische Landesbahn an und gewann diese. Die Fahrzeuge gingen auf das Unternehmen über und wurden durch Alstom im Werk Braunschweig modernisiert. Außerdem wurden 7 weitere LINT 41 beschafft. Mit der Neuvergabe entfielen die Linien von Limburg nach Koblenz und Wiesbaden. Neu hinzu kamen die Linien Siegen–Dillenburg, Betzdorf–Dillenburg, Betzdorf–Bad Berleburg und Finnentrop–Olpe, außerdem wurde die Linie von Limburg über Au hinaus nach Siegen verlängert.
Zur Ergänzung der Fahrzeugflotte im Taunusnetz beschaffte die „Fahrzeugmanagement Region Frankfurt RheinMain GmbH“ (fahma) die zehn LINT 41H und stellte diese der HLB zum Betrieb auf den Linien Frankfurt–Königsstein, Frankfurt–Brandoberndorf und Höchst–Bad Soden bereit. Ab 2006 gingen die Fahrzeuge in den Fahrgasteinsatz. Mit der Neuausschreibung der Taunusbahn mit Wasserstofffahrzeugen gingen die Fahrzeuge auf die Linie Wiesbaden–Niedernhausen.
Im Februar 2010 wurde ein weiterer Auftrag über 23 Coradia-LINT-41-Triebwagen mit der Hessischen Landesbahn (HLB) unterzeichnet. Die Züge kamen ab Dezember 2011 im Netz Lahntal-Vogelsberg-Rhön mit den Linien Limburg–Fulda und Fulda–Gersfeld zum Einsatz. Auch die Folgeausschreibung konnte sich die Hessische Landesbahn mit den Fahrzeugen sichern.
Nach gewonnener Ausschreibung des Wetterau West-Ost Netzes beschaffte die Hessische Landesbahn 30 Einheiten für den Betrieb des Netzes. Das Netz umfasst die Linien Gießen–Gelnhausen, Frankfurt–Friedberg–Nidda, Frankfurt–Friedberg–Wölfersheim. Es wurden zusätzliche Fahrzeuge bestellt, um die Reaktivierungsstrecken Wölfersheim–Hungen und Lollar–Rabenau-Londorf zukünftig befahren zu können. Seit 2022 sind die Fahrzeuge im Einsatz, werden aber auch als Ersatzfahrzeuge im Taunusnetz und auf der Linie Chemnitz–Leipzig eingesetzt.

##### Abellio
Für den Betrieb der Linie Bochum–Gelsenkirchen im Emscher-Ruhrtal-Netz beschaffte die Abellio Rail NRW drei LINT 41H, die ab 2005 im Fahrgastbetrieb eingesetzt wurden. Ab 2016 wurde der Einsatz auf der Linie durch zusätzlich bereitstehende Elektrotriebzüge reduziert und die Fahrzeuge auch auf der Linie Wesel–Bocholt eingesetzt, die in einem Elektronetz ausgeschrieben wurde aber durch Verzögerungen bei der Elektrifizierung bis 2022 nur mit Dieselfahrzeugen betrieben werden konnte. Auch kamen die Fahrzeuge ersatzweise auf der Linie S7 zwischen Wuppertal und Solingen zum Einsatz. Mit der Insolvenz des Anbieter Abellio Rail NRW verloren die Fahrzeuge ihre Einsatzgebiete und wurden an die rumänische Privatbahn Transferoviar Călători verkauft, die die Fahrzeuge im Raum Bukarest einsetzt.
Abellio Rail Mitteldeutschland bestellte am 30. Dezember 2015 54 LINT 41-Dieseltriebzüge. Der Einsatz erfolgt seit Dezember 2018 im „Dieselnetz Sachsen-Anhalt“. Die Züge werden als Baureihe 1648 geführt. Sie verfügen unter anderem über Steckdosen an fast allen Plätzen und kostenfreies WLAN mit einem Infotainmentsystem. Es handelt sich dabei um die größte Einzelbestellung von LINT 41. Die NS Financial Services Company ist Eigentümer der Fahrzeuge und Leasinggeber gegenüber Abellio Rail Mitteldeutschland. Zum Fahrplanwechsel am 15. Dezember 2024 werden die Fahrzeuge auf Grund der Neuvergabe des Dieselnetz Sachsen-Anhalt nach der Insolvenz von Abellio Rail Mitteldeutschland von der Regionalverkehre Start Deutschland übernommen.

##### AKN/Nordbahn
Die Nordbahn Eisenbahngesellschaft bediente die Bahnstrecken Neumünster–Heide, Heide–Büsum und Neumünster–Bad Oldesloe mit sieben LINT 41, wovon sechs im Jahr 2001 gebaut und 2011 modernisiert wurden, der siebente (VT 2.77) wurde im Jahr 2011 gebaut. Seit dem Einsatz von Akkutriebwagen von Stadler waren diese sieben Einheiten bei der AKN in Kaltenkirchen abgestellt. Derzeit werden fünf Fahrzeuge (VT 2.72, 2.73, 2.74, 2.75 und 2.77) auf der AKN-Linie A3 zwischen Ulzburg Süd und Elmshorn eingesetzt. Bei allen sieben Wagen wurden die Beschriftung von Nordbahn auf AKN umlackiert und alle Beschilderungen innerhalb der Wagen umgestellt.

##### Bentheimer Eisenbahn
Im Zuge der Reaktivierung der Verbindung Bad Bentheim–Neuenhaus zum Juli 2019 erwarb die Bentheimer Eisenbahn fünf neue LINT 41 mit je 118 Sitzplätzen. Im Jahr 2023 erwarb die Bentheimer Eisenbahn sechs Lint 41 von DB Regio für Reaktivierungspläne zwischen Neuenhaus und Coevorden. Bei der Überführung wurde ein Fahrzeug bei einer Flankenfahrt eines ICEs in Lauenbrück stark beschädigt.

##### LNVG
Im Jahr 2000 wurden 23 Lint 41 in den Fahrzeugpool der Landesnahverkehrsgesellschaft Niedersachsen (LNVG) eingestellt und dem Betreiber NordWestBahn zum Einsatz im Netz Weser-Ems bereitgestellt. Das Netz umfasst die Linien Osnabrück – Wilhelmshaven, Wilhelmshaven – Esens und Osnabrück – Bremen. Aufgrund des starken Nachfrageanstieges musste der Betreiber den Fuhrpark um eigene Fahrzeuge ergänzen. Daher wurden 2003 sechs weitere Triebwagen für das Netz ausgeliefert. Mit der Lieferung wurden außerdem elf Triebwagen für das Netz Weser-/Lammetalbahn und neun für das Netz Weser-Elbe ausgeliefert. Das Netz Weser-/Lammetalbahn wurde von der Eurobahn übernommen umfasst die Linien Bünde – Hildesheim und Hildesheim – Bodenburg. Das Netz Weser-Elbe umfasst die Linien Hamburg-Neugraben–Bremerhaven und Bremerhaven–Cuxhaven. Wobei die erste Linie von der Eisenbahnen und Verkehrsbetriebe Elbe-Weser (EVB) betrieben wird und die Linie Bremerhaven–Cuxhaven bis 2011 unter dem Namen Nordssebahn von der EVB im Auftrag der DB Regio betrieben wurde. Seit 2011 wird die Linie von der EVB direkt ohne Unterbeauftragung betrieben. Außerdem wurde der LNVG-Bestand um den Alstom-Vorführtriebwagen 648 070, der im Netz Weser-Ems eingesetzt wird und mit den Einheiten der MecklenburgBahn ausgeliefert wurde, ergänzt. Im Dezember 2011 übernahm die NordWestBahn den Betrieb des Netzes Weser-/Lammetalbahn von der eurobahn.
Im Jahr 2010 wurden zehn weitere LINT 41 zur Flottenverstärkung der Netze Weser-Ems und Elbe-Weser ausgeliefert. 2011 folgte die Auslieferung von 28 Triebwagen, ebenfalls für die Netze Weser-Ems und Heidekreuz. Das Netz Heidekreuz wurde vom Betreiber erixx übernommen und enthält die Linien Hannover – Buchholz und Bremen – Uelzen. 2015 wurden 24 (648 070–093) Triebwagen vom Baujahr 2000 bei Alstom in Braunschweig modernisiert. 2017 folgten 26 Triebwagen (648 171–179, 181–191 und 194–199) aus dem Baujahr 2003. 2016 wurden noch einmal Triebwagen für das Netz Weser-Ems ausgeliefert. Im Dezember 2021 übernahm der Betreiber Start Niedersachsen Mitte den Betrieb auf den Netzen Heidekreuz und Weser-/Lammetalbahn.

##### VRR
Abellio Rail NRW bestellte neun Coradia LINT-41-Züge, die seit dem 15. Dezember 2013 auf der S7 der S-Bahn Rhein-Ruhr verkehren (früher Der Müngstener).  Gemäß den Ausschreibungsbedingungen gingen die Fahrzeuge an den VRR über. Sie besitzen eine Einstiegshöhe von 76 Zentimetern sowie eine optimierte Crashfront. Außerdem weichen sie von der genannten Leermasse der bisherigen LINT 41 ab: Sie haben eine Leermasse von rund 72 Tonnen und eine zulässige Gesamtmasse von 92 Tonnen, die Achslast beträgt 16 Tonnen. Nach der Insolvenz des Betreibers Abellio Rail NRW übernahm die VIAS zwischen Januar 2022 und Dezember 2023 den Betrieb der Linie mit den Fahrzeugen. Ab Dezember 2023 übernahm der Betreiber RheinRuhrBahn.
Am 26. März 2015 gaben der Verkehrsverbund Rhein-Ruhr und Nahverkehr Rheinland bekannt, dass VIAS Rail ab dem Fahrplanwechsel am 10. Dezember 2017 die nordrhein-westfälischen Regionalbahnlinien RB 34 Mönchengladbach–Dalheim und RB 39 Düsseldorf–Bedburg betreibt. Auf den zwei Linien werden zwölf neue Triebwagen des Typs Alstom Coradia LINT (neun LINT 54H und drei LINT 41H) eingesetzt. Gemäß den Ausschreibungsbedingungen gingen die Fahrzeuge an den VRR über.

##### Arriva/GoCollective
Nachdem Arriva Danmark den Betrieb auf mehreren Strecken auf Jütland in einer Ausschreibung gewonnen hatte, wurden 29 LINT 41 über die Leasinggesellschaft Alpha Trains beschafft. Die Triebwagen gelangten 2004 in den Fahrgasteinsatz. Da während der Hauptverkehrszeiten noch ältere Triebzüge vom Typ MR eingesetzt werden mussten, wurden 2010 weitere zwölf Triebzüge beschafft, die mit der früheren Serie nicht kuppelbar sind. 2012 wurden zwei weitere Fahrzeuge von der Vestbane beschafft und Arriva zur Verfügung gestellt, um den Betrieb der Linie Nørre Nebel–Varde bis Esbjerg ausweiten zu können. Diese Fahrzeuge wurden 2020 von Arriva übernommen. 2023 wurde Arriva Danmark von Mutares übernommen und 2024 in GoCollective unbenannt.

##### Lokaltog
Ab 2006 erhielt Lokalbanen 27 LINT 41 zum Betrieb des Netzes in Nordseeland. Ab 2007 folgten neun weitere, die an die Vestsjællands Lokalbaner ausgeliefert wurden. Diese Gesellschaft wurde 2009 mit weiteren Privatbahnen auf Seeland und Falster fusioniert und erhielt den Namen Regionstog. Regionstag bekam 2009 fünf weitere LINT 41 zum Einsatz auf der Ostbahn. Gleichzeitig wurden zwei Einheiten der Lokalbanen übernommen. 2015 wurden beide Unternehmen mit 41 LINT 41 zu Lokaltog vereinigt.

##### Nordjyske Jernbaner
Im Jahr 2017 erhielt die Nordjyske Jernbaner 13 LINT 41 für den Betrieb in Nordjütland. Die Fahrzeuge werden auf den Linien Skagen–Skørping, Aalborg Lufthavn–Skørping und Hirtshals–Aalborg eingesetzt. Bis Mitte 2021 wurden vier weitere nachbestellt.

##### Syntus
Der niederländische Betreiber Synuts erhielt in vier Lieferungen zwischen 2001 und 2005 insgesamt 25 LINT 41. Der Betrieb wurde im Jahr 2001 auf den Linien Arnheim – Winterswijk und Winterswijk – Zutphen aufgenommen. Ab Dezember 2003 wurden die Einheiten auch auf der Linie Zutphen–Oldenzaal eingesetzt. Zwei verkehrten für Connexxion auf der Linie Almelo–Mariënberg. Ein Triebwagen ist nach einem schweren Unfall nicht mehr einsatzfähig. Nach dem Verlust der Linien Arnheim – Winterswijk und Winterswijk – Zutphen im Jahr 2012 ging ein Teil der Flotte an Veolia bzw. später Arriva über, welche die Triebwagen während der Hauptverkehrszeit auf der Linie Nimwegen–Venray einsetzten.
Ab 2013 wurden neun Triebwagen nach dem erneuten Gewinn der Linie Oldenzaal–Zutphen grundlegend saniert und in einem roten Design der Region Twentse gestaltet. Im selben Jahr erhielten zwei Einheiten durch Arriva das Blauwnet-Design und wurden zwischen Almelo und Hardenberg eingesetzt. Ab 2017 wurde ein Teil der Fahrzeuge in das Blauwnet–Design umgestaltet, mit denen Arriva den Betrieb auf den Linien Almelo–Hardenberg und Oldenzaal–Zutphen übernahm. 2017 firmierte Syntus in Keolis Nederland um. 2019 wurden fünf Einheiten an die schwedische Inlandsbanan verkauft. 2023 endete der Einsatz von sieben Triebwagen auf der Maaslijn und sie wurden für den Einsatz im Blauwnet modernisiert.

##### OC Transpo
Da der Betreiber OC Transpo seine Fahrzeugflotte aus Bombardier Talent auf der Trillium Line in der kanadischen Hauptstadt Ottawa nicht erweitern konnte, wurden 2013 sechs LINT 41 ausgeliefert. Sie werden auf der Linie Bayview–Greenboro eingesetzt.

##### Inlandsbanan
2019 erwarb die schwedische Inlandsbana fünf für Syntus ausgelieferte LINT 41 aus den Niederlanden. Eine Garnitur ist ab dem Winter 2019 im regulären Verkehr auf der Strecke Mora–Östersund eingesetzt worden. Nach der Kollision mit einem Pkw ist der Einsatz beendet worden. Anschließend wurden die Garnituren durch einen polnischen Dienstleister modernisiert und mit einer hochwertige Innenausstattung mit Toilette und Bistrobereich versehen. Mit den Triebwagen sollten Pläne zur Einrichtung regelmäßiger Nahverkehrsverbindungen Orsa–Mora und Umeå–Storuman umgesetzt werden. Durch die Corona-Pandemie und den Angriffskrieg gegen die Ukraine wurde das Umbauprojekt stark verzögert, während die Kosten zusätzlich stiegen. Die Umbauten konnten in der durchgeführten Form nicht zugelassen werden. Außerdem müssen einige Komponenten wie Bremseinrichtungen ausgetauscht werden, die sehr lange Lieferzeiten aufweisen. Bis 2024 konnte keine der Garnituren eingesetzt werden.

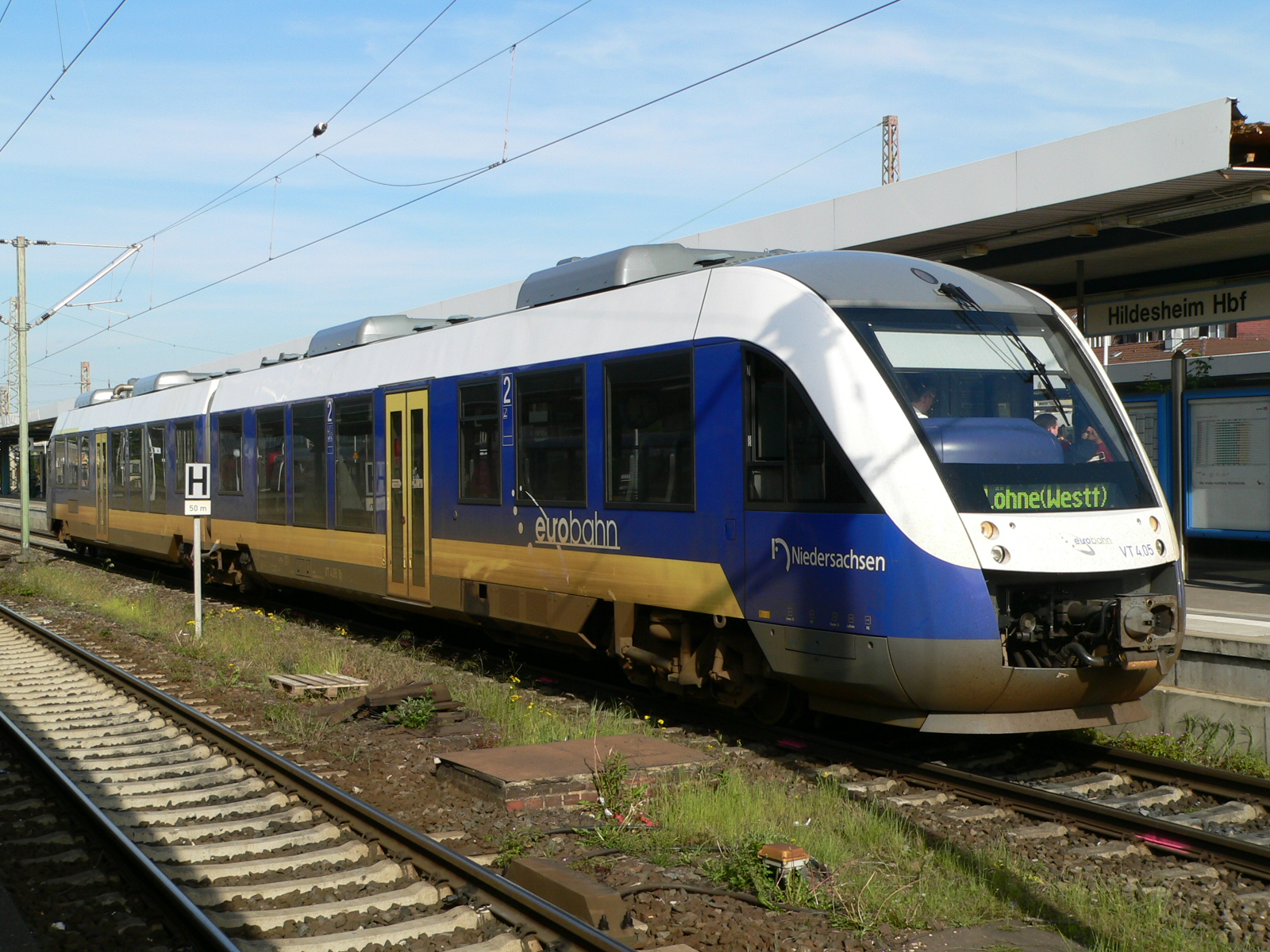
LINT 41 der Eurobahn in Hildesheim
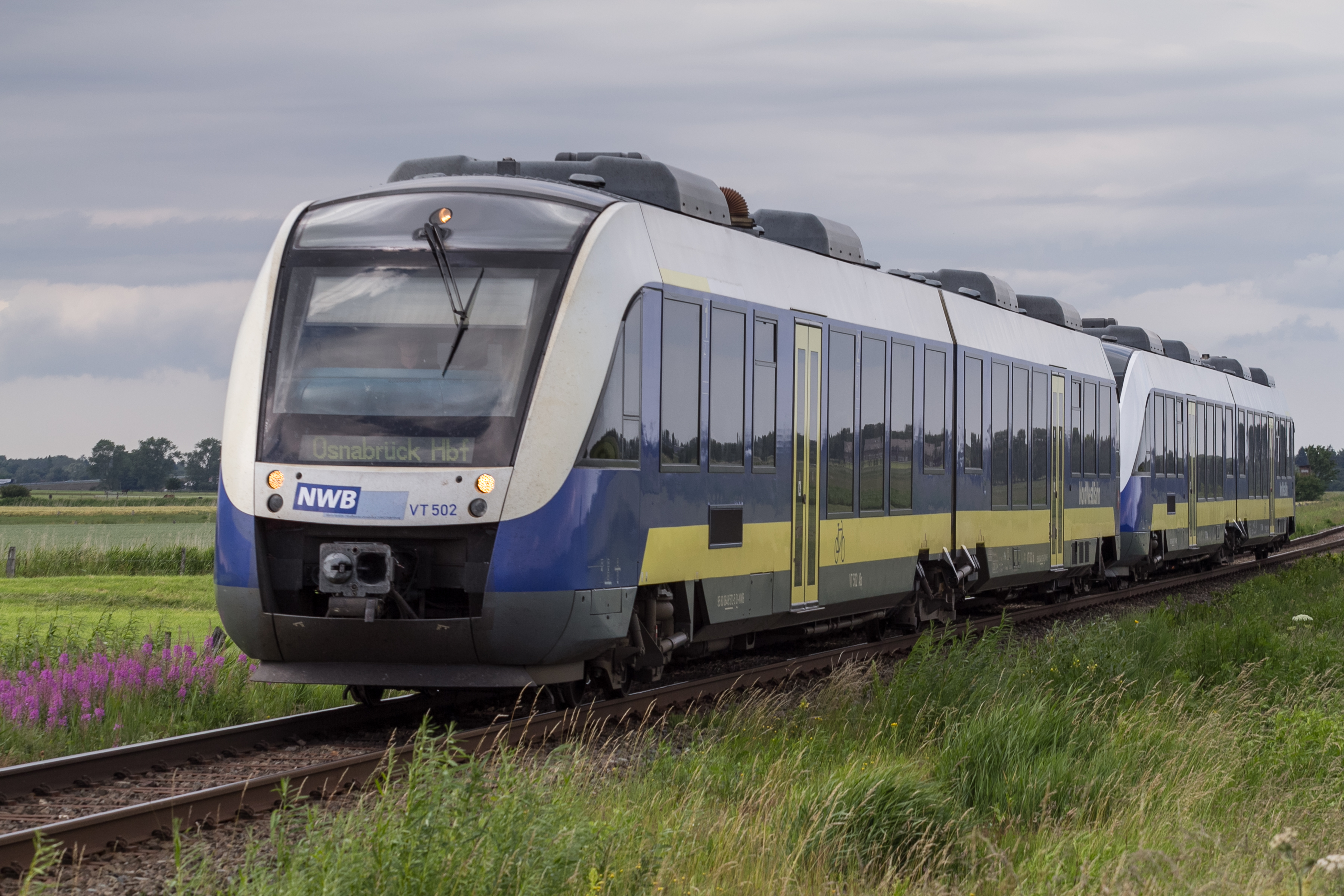
NordWestBahn LINT 41 zwischen Varel und Jaderberg
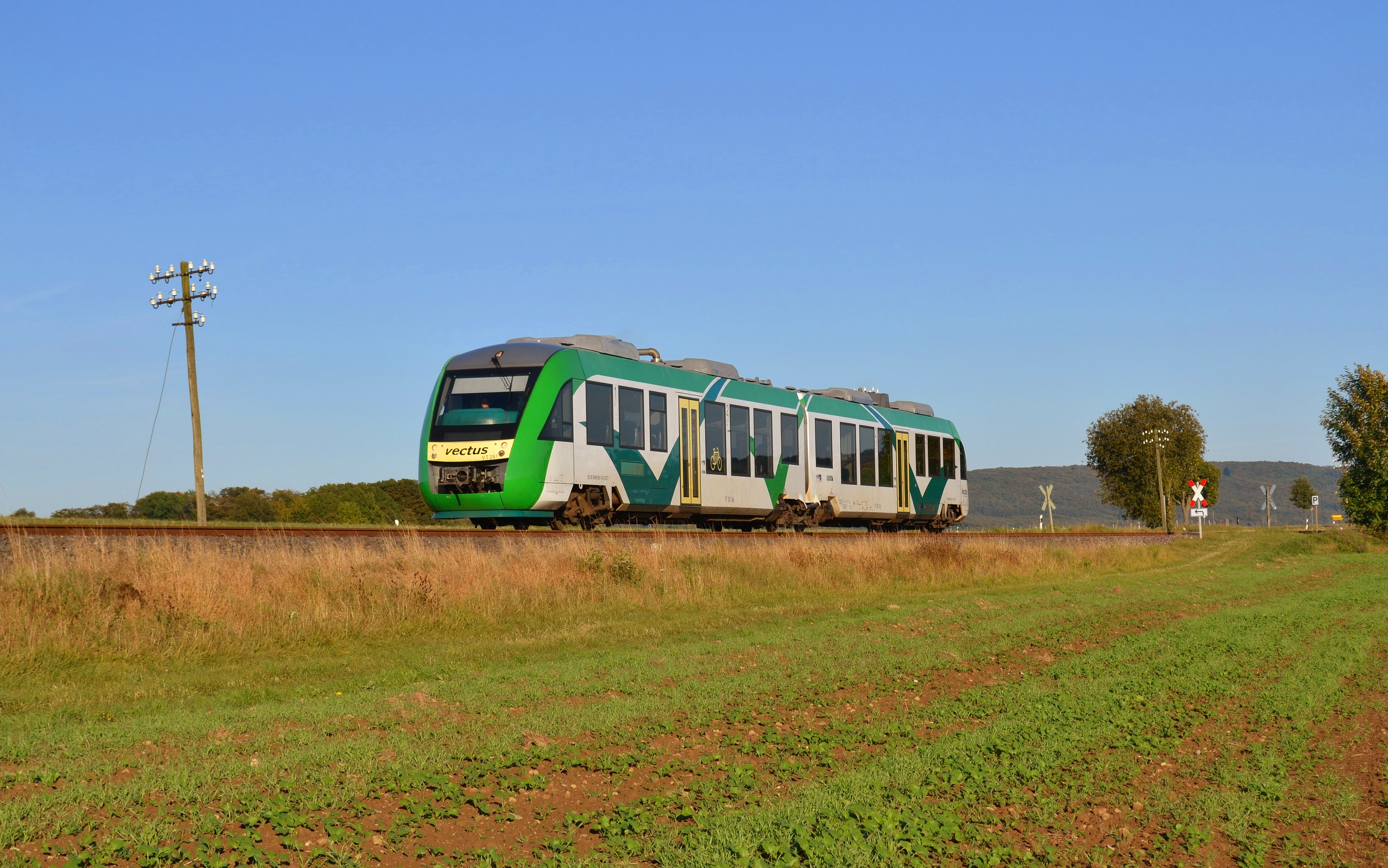
LINT 41 der Vectus in Hachenburg
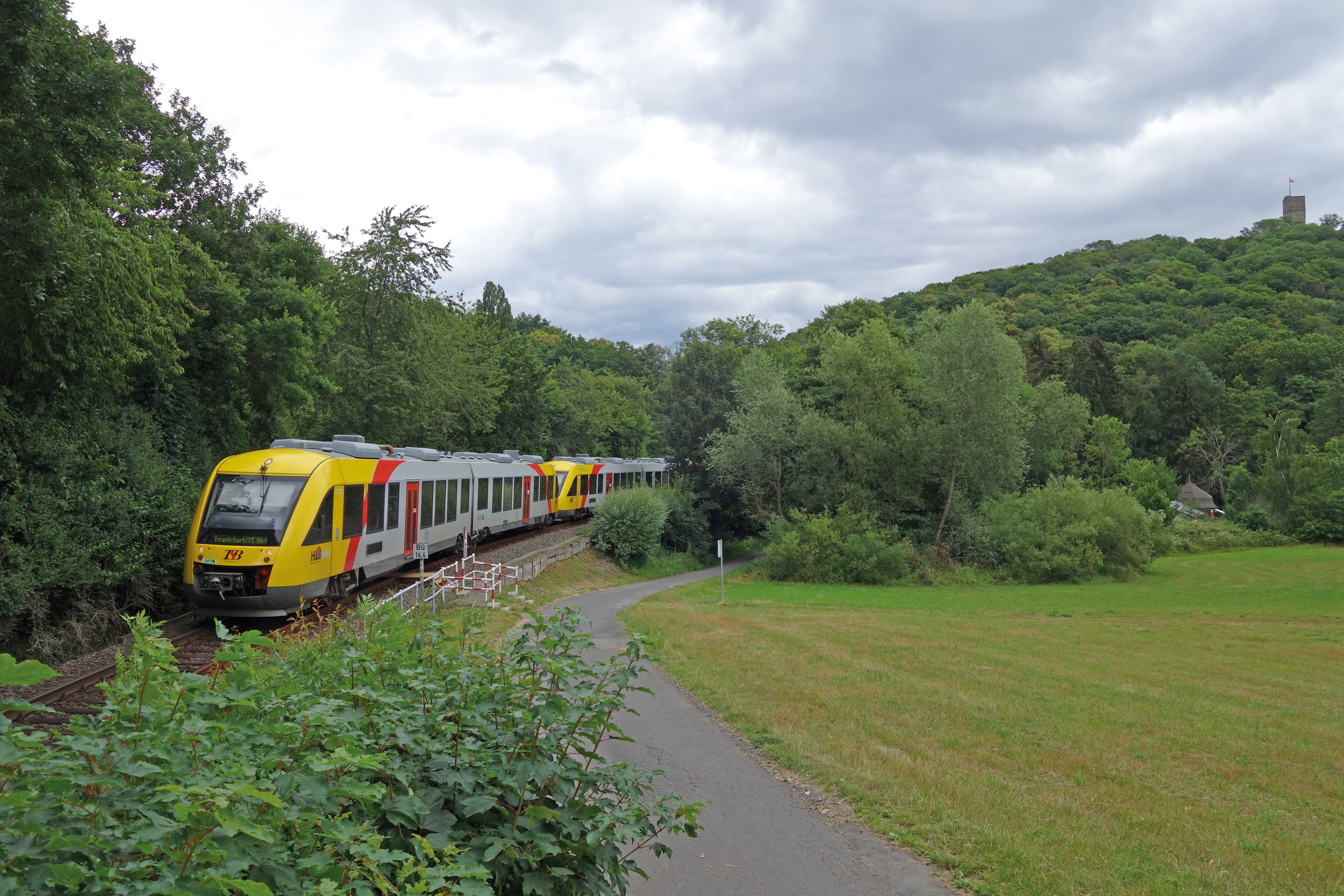
LINT 41 der Frankfurt-Königsteiner Eisenbahn
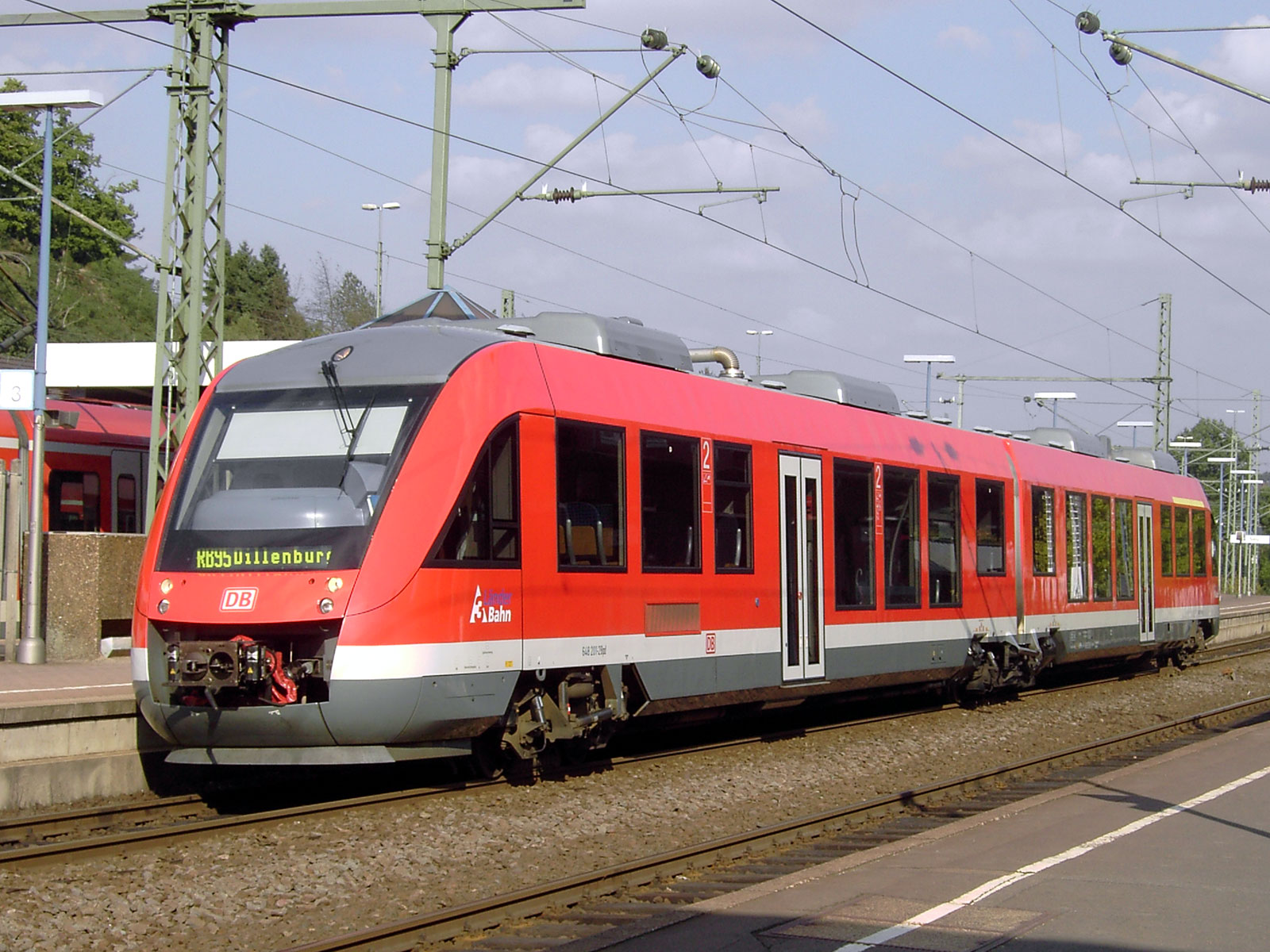
LINT 41 der DB Drei-Länder-Bahn
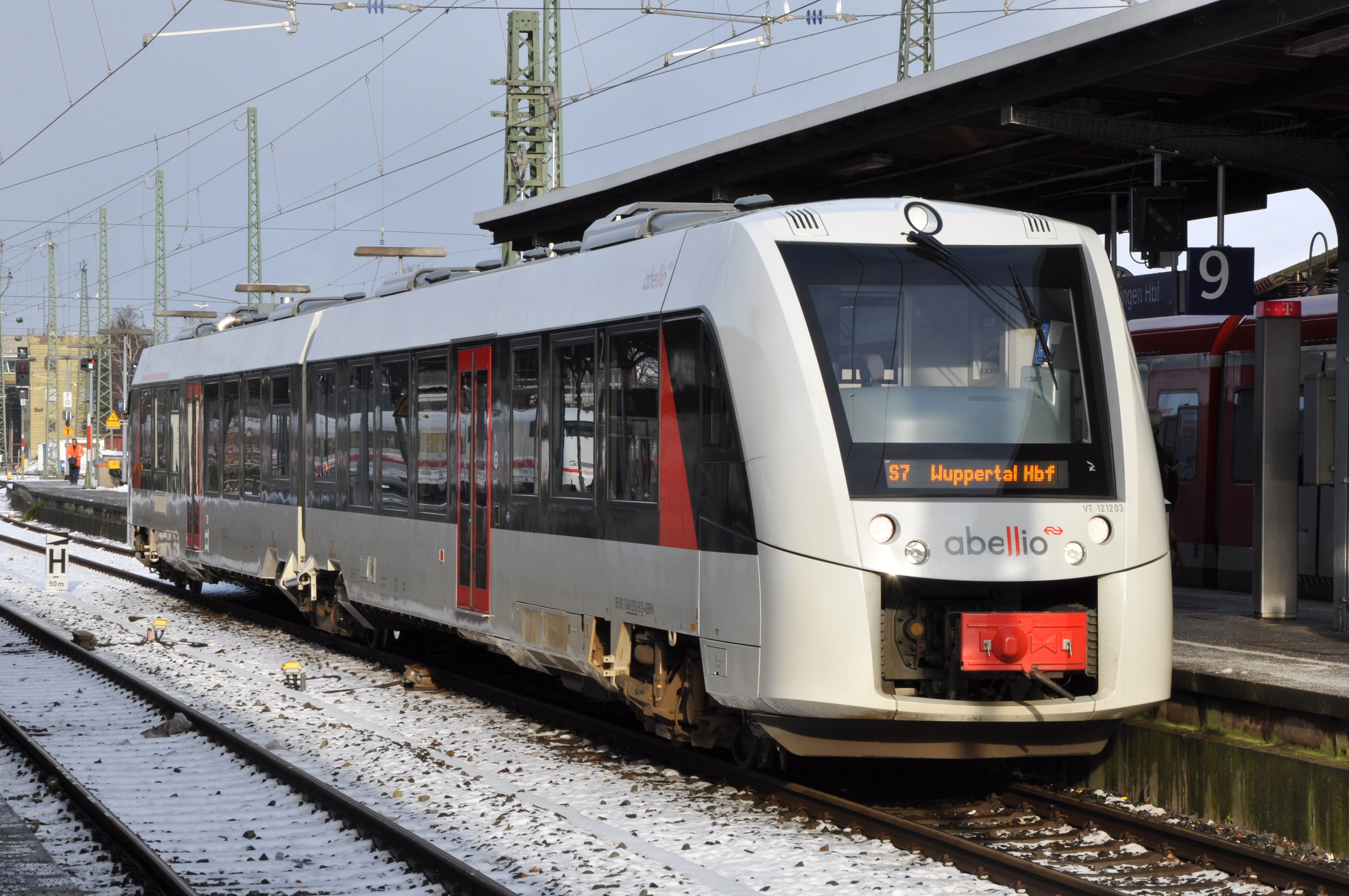
LINT 41 von Abellio Rail NRW mit neuer Kopfform
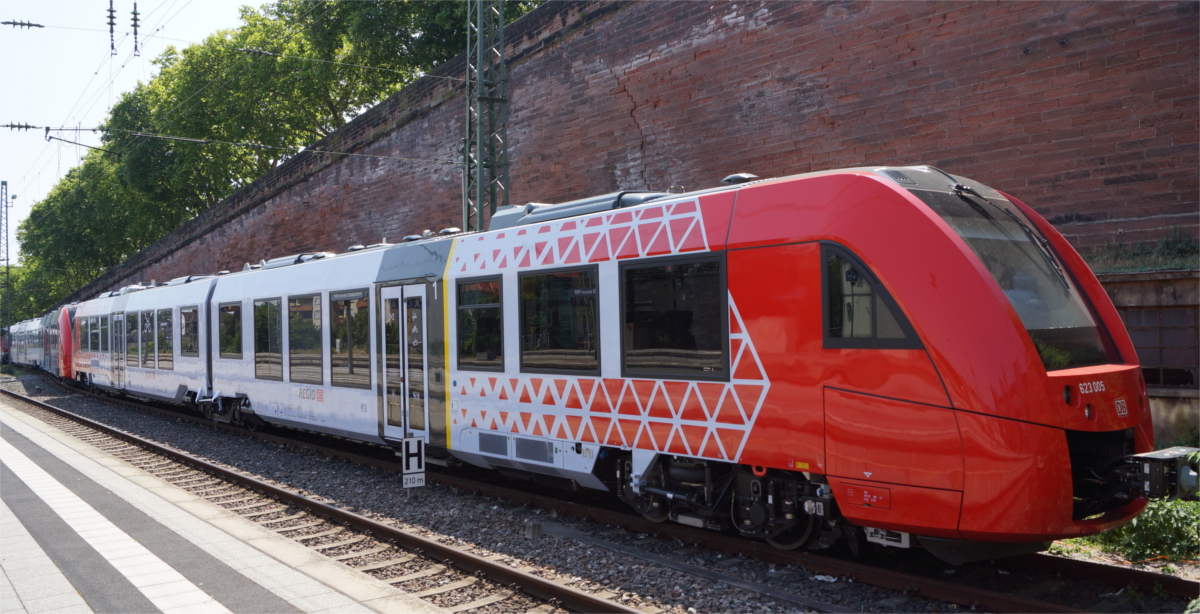
LINT 41 von DB Regio Mitte (Baureihe 623)
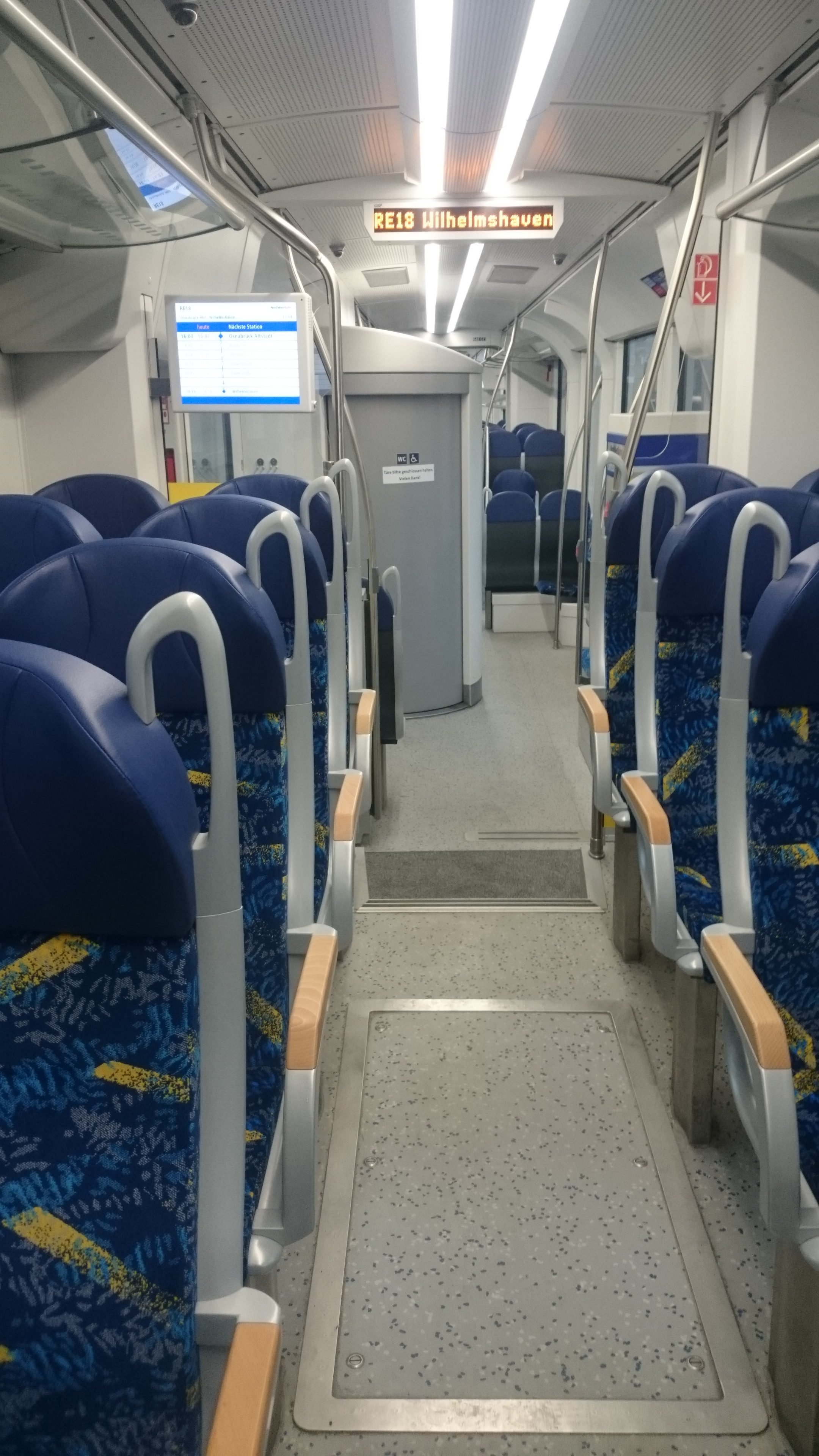
Innenraum eines modernisierten LNVG-LINT 41 im Einsatz bei der NWB (648 071), gebaut im Jahr 2000, modernisiert 2015.
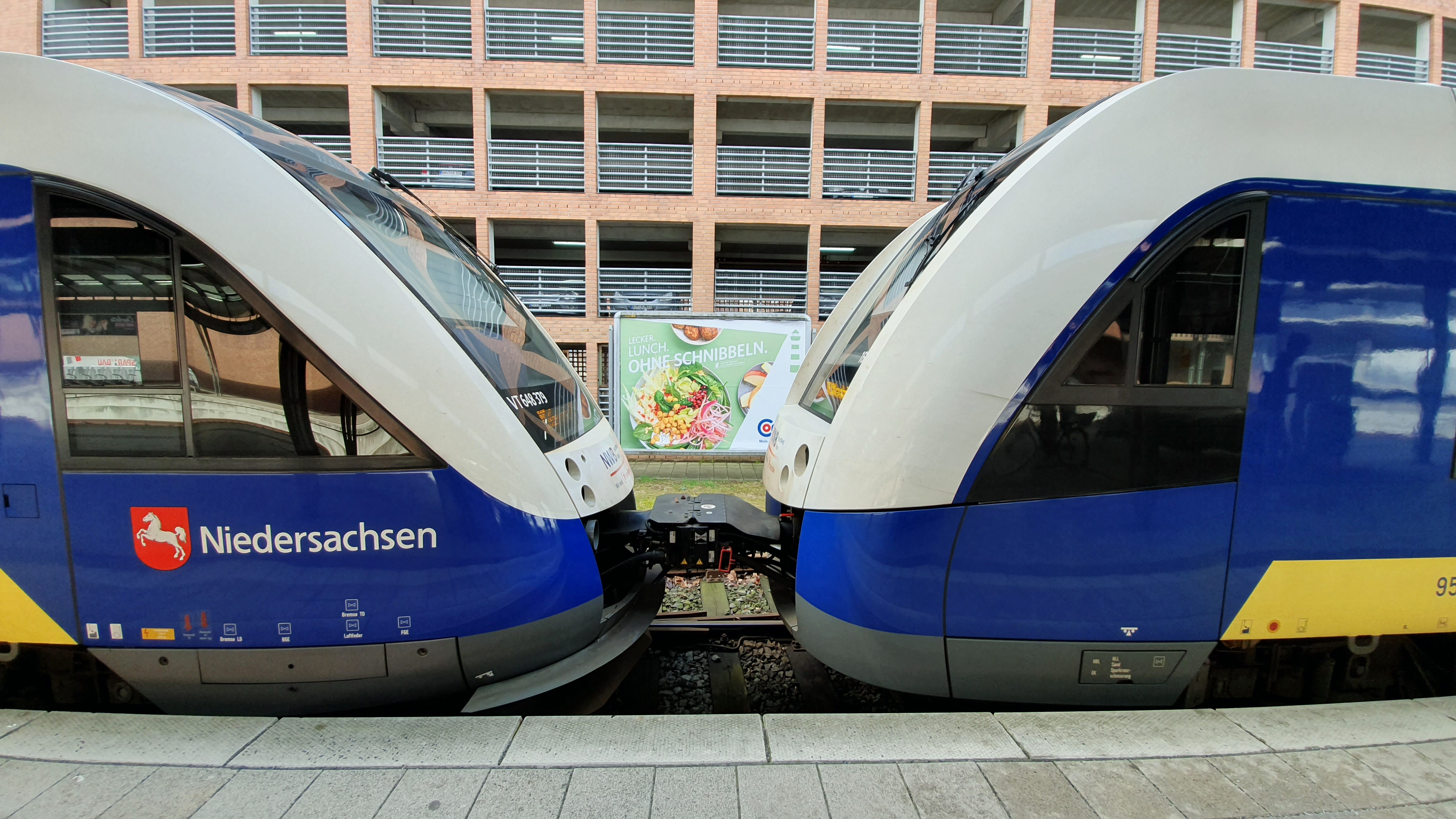
Die modernisierten Triebwagen der Baureihe 648 fahren mit den Neufahrzeugen der Baureihe 1648 in Mehrfachtraktion

### LINT 54
Der LINT 54 unterscheidet sich vor allem an der Länge von der Baureihe 623 (LINT 41). Anders als dieser hat die Baureihe 622 pro Wagen 2 Türen, die einen schnelleren Fahrgastwechsel ermöglichen. Die Dieseltriebwagen des Typs LINT 54 bestehen aus zwei Wagen, die jeweils auf zwei Enddrehgestellen ruhen. Die Zusammensetzung ist 622.0 (A-Wagen) + 622.6 (B-Wagen). Die Fahrzeuge haben acht Außentüren, sie sind u. a. mit Klimaanlage, Notsprecheinrichtung zum Triebfahrzeugführer und einer Videoüberwachung ausgestattet.

#### Fahrzeugeinsatz
- Auf den sieben Linien des „Kölner Dieselnetzes“ der DB Regio NRW (Vareo)[69] ursprünglich ab Dezember 2013.[70] Hierfür wurden von der DB Regio 18 LINT 54 (180 Sitzplätze) und 38 LINT 81 (300 Sitzplätze) bestellt.[71] Durch erhebliche Verzögerungen infolge zahlreicher Fertigungsmängel im Bereich der Software und der Zuverlässigkeit der Funktion der Trittstufen konnte die Einführung stufenweise erst in der zweiten Jahreshälfte 2014 erfolgen,[72] was ein umfangreiches Ersatzkonzept für den Betrieb des „Kölner Dieselnetzes“ erforderte.[73]
- Auf den fünf Linien des Teillos 2 des Dieselnetzes Niedersachsen-Südost durch erixx seit Dezember 2014.[74] Die 28 Triebwagen haben nur zwei Antriebsanlagen (B’2’+2’B’), dafür aber auch nur 157 Sitzplätze.
- Seit dem 25./26. Mai 2014 gingen die ersten Triebwagen auf der Voreifelbahn (Strecke Bonn–Euskirchen) und der Erfttalbahn (Strecke Euskirchen–Bad Münstereifel) in den Planeinsatz.[75]
- Seit dem 21. Juli 2014 verkehren Dieseltriebwagen des Typs LINT 54 in Kombination mit LINT 81 planmäßig auf der zum „Kölner Dieselnetz“ gehörenden Oberbergischen Bahn (Kursbuchstrecke 459 Köln Hansaring–Lüdenscheid).[76]
- Zur Steigerung der Kapazität wurden von DB Regio neun zusätzliche motorisierte Mittelwagen bestellt, um LINT 54 zu LINT 81 zu verlängern. Der Umbau wurde im September 2016 abgeschlossen.[77]

Weitere Einsätze sind:
- Linie A2 der AKN-Eisenbahn. Die AKN Eisenbahn bestellte 14 LINT-Triebzüge, die ab Dezember 2015 auf der Stammstrecke zwischen Hamburg und Neumünster die LHB VT 2E aus dem Jahr 1976 ersetzten.[78] Seit August 2023 verkehren sie im geänderten Streckennetz der AKN nur noch zwischen Norderstedt und Neumünster.
- Die zehn Linien des Dieselnetzes Südwest in Rheinland-Pfalz und dem Saarland. Dieses wird seit Dezember 2014 bzw. Dezember 2015 von der vlexx GmbH (RE-Linien, Los 2) und der DB Regio Mitte (RB-Linien, Los 1) betrieben.[79] Im Juni 2012 bestellte DB Regio 24 LINT 54 mit 160 Sitzplätzen, hauptsächlich für den Regionalverkehr in Rheinland-Pfalz. Der Einsatz im Dieselnetz Südwest erfolgt seit 2015. Die vlexx GmbH (Die Länderbahn) hat 45 LINT 54 bestellt.
- Die Strecken Frankfurt–Saarbrücken und Koblenz–Kaiserslautern seit Dezember 2014. Im September 2012 bestellte die Netinera 63 LINT-Triebzüge. Sie sollen sowohl als LINT 54 (160 Sitzplätze) als auch als LINT 81 (270 Sitzplätze) mit jeweils 140 km/h Höchstgeschwindigkeit gebaut werden.[80][81]
- Die RB62 zwischen Itzehoe und Heide. Die Regionalbahn Schleswig-Holstein setzt hier drei LINT-54-Triebwagen im NAH.SH-Corporate-Design ein.
- Das baden-württembergische Netz 12 ab Juni 2019 mit dem Regionalexpress (RE) Ulm–Aalen, die Regionalbahn (RB) Ulm–Langenau und die RB Ulm–Munderkingen. Die SWEG Südwestdeutsche Landesverkehrs-AG setzt zehn Dieseltriebwagen des Typs LINT 54 ein. (622 451–460, 951–960) Dieser Fahrzeugtyp wird damit erstmals in Baden-Württemberg eingesetzt. Die Fahrzeuge werden eine Einstiegshöhe von 55 cm haben. Außerdem werden in jedem Fahrzeug 18 Fahrradstellplätze vorhanden sein.[82] Für die Bodenseegürtelbahn wurden fünf baugleiche Triebwagen nachbestellt.[21] Ab Mitte Dezember 2020 werden 18 neue LINT-Triebzüge auf den Zollern-Alb-Bahnen 1 und 2 – also auf den Strecken Tübingen – Hechingen – Balingen – Sigmaringen und Hechingen – Gammertingen – Sigmaringen eingesetzt. Auch im Freizeitverkehr ist der Einsatz auf den Strecken Engstingen – Gammertingen, Balingen – Schömberg sowie Eyach – Hechingen vorgesehen.[83]
- Die Wendlandbahn, die Mühlenbahn, die Strecken zwischen Hannover und Bad Harzburg und zwischen Braunschweig und Bad Harzburg sowie Goslar. Hier setzt erixx LINT 54 ein.[84]
- Bei der Bayerischen Oberlandbahn (BOB), wo nach einer Vertragsänderung im September 2018 mit der Bayerischen Eisenbahngesellschaft seit Mitte 2020 neue LINT 54 die Bestandsflotte ersetzen. Laut BOB sind sie für den Flügelzugbetrieb auf den Strecken von München nach Bayrischzell, Lenggries und Tegernsee optimiert.[85] Zunächst wurden 25 LINT 54 bestellt[86], weitere sechs LINT 54 wurden im Juni 2019 nachbestellt.[87]
- Das Dieselnetz Nürnberg, hierfür wurden 2016 seitens der DB Regio Franken acht Triebwagen für die Strecken nach Cadolzburg, Gräfenberg, Markt Erlbach, Neuhaus (Pegnitz) und nach Simmelsdorf-Hüttenbach bestellt, die die vorhandenen der Baureihen 642 und 648 ergänzen sollen. Die Auslieferung der ersten Einheiten erfolgte pünktlich Anfang Januar 2019.[88]
- Im April 2013 machte der 622 001 der DB erste Probefahrten.[89] Die Premierenfahrt für das Kölner Dieselnetz vom Kölner Hauptbahnhof zum DB-Werk in Köln-Deutz fand am 15. Januar 2014 statt. Dabei wurde auch der Markenname vareo präsentiert, der sich aus den Anfangsbuchstaben der Einzugsgebiete Voreifel, Ahrtal, Rhein, Eifel und Oberbergisches Land zusammensetzt.[90]
- VIAS Rail bestellte für die Erweiterung des Fahrzeugbestandes zur Kapazitätserhöhung im Odenwaldnetz insgesamt neun LINT 54 in zwei Losen. Bis Mitte 2022 wurden alle Fahrzeuge ausgeliefert. Eingesetzt werden die neun Triebzüge auf den Linien des Odenwaldnetzes (RE80, RE85 sowie RB66, RB81 und RB82) im Mischbetrieb mit Itinos der Baureihe 615. Auf der RB86, die ebenfalls zu diesem Netz gehört, verkehren nur noch LINT 54.
- Die Rurtalbahn bestellte bei Alstom drei LINT 54, die ab 2017 sukzessive auf dem Nordast und Südast der RB 21 (Linnich–Düren–Heimbach) eingesetzt werden.
- Für das Dieselnetz Augsburg I mit den Linien München–Füssen sowie Augsburg–Füssen und Augsburg–Landsberg beschaffte die Bayerische Regiobahn zum Dezember 2018 28 neue Triebwagen der Baureihe LINT, darunter vier LINT 54.[26][27]
- Für das „Dieselnetz Ulm“ liefert Alstom ab 2020 zwölf Coradia LINT 54 mit je 150 Sitzplätzen an die DB Regio Bayern.[21]
- Für das Netz „Elbe-Spree“ bestellte die Ostdeutsche Eisenbahn GmbH für ihre Linien RB 33, RB 37 und RB 51 acht LINT 54 und setzt sie seit Februar 2023 ein.[91]
- Seit März 2024 setzt die Hessische Landesbahn im Teilnetz Lahntal-Vogelsberg-Rhön 7 neue LINT 54 (Baureihe 1622) ein.

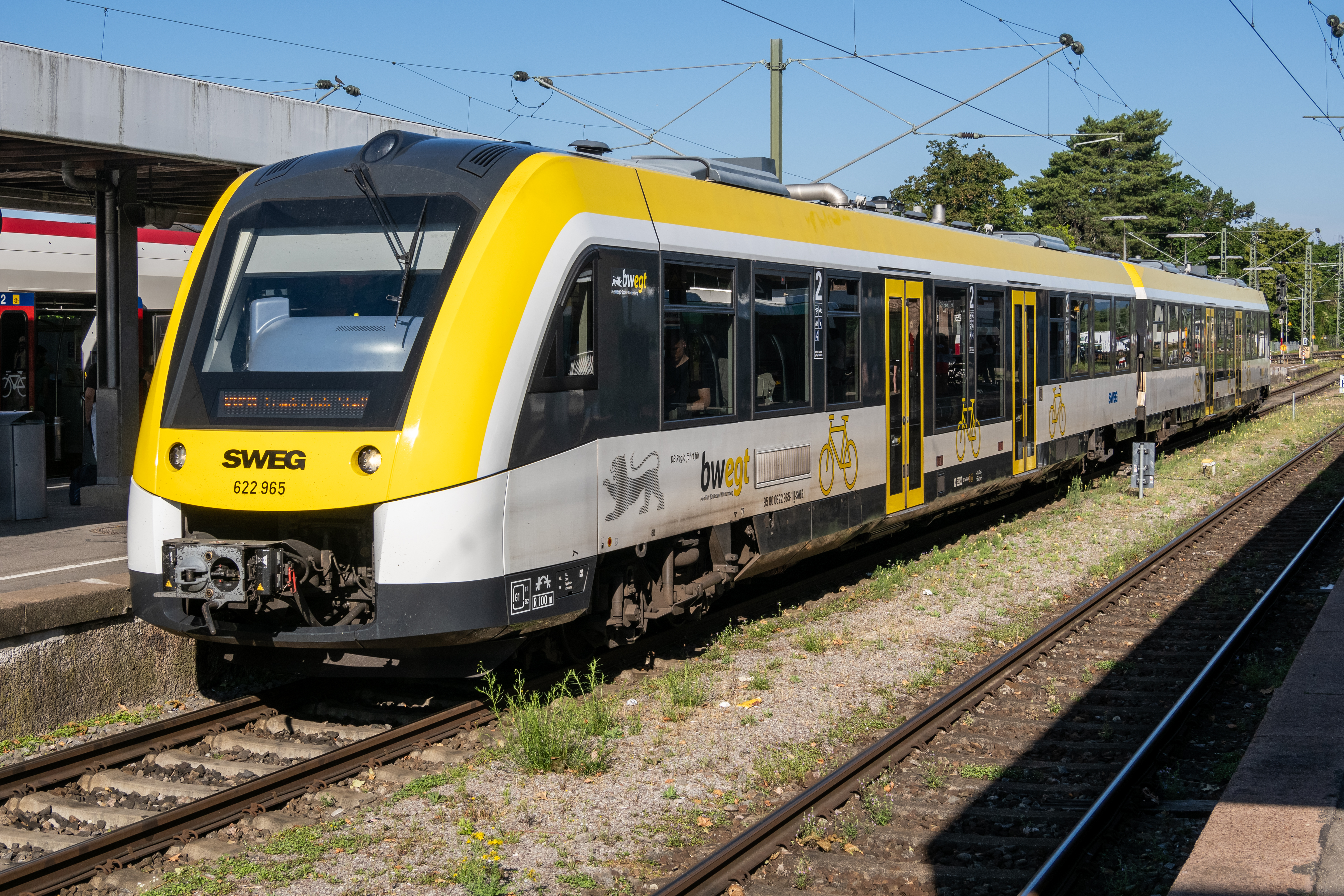
LINT 54 als 622 965 der SWEG in Radolfzell (2023)
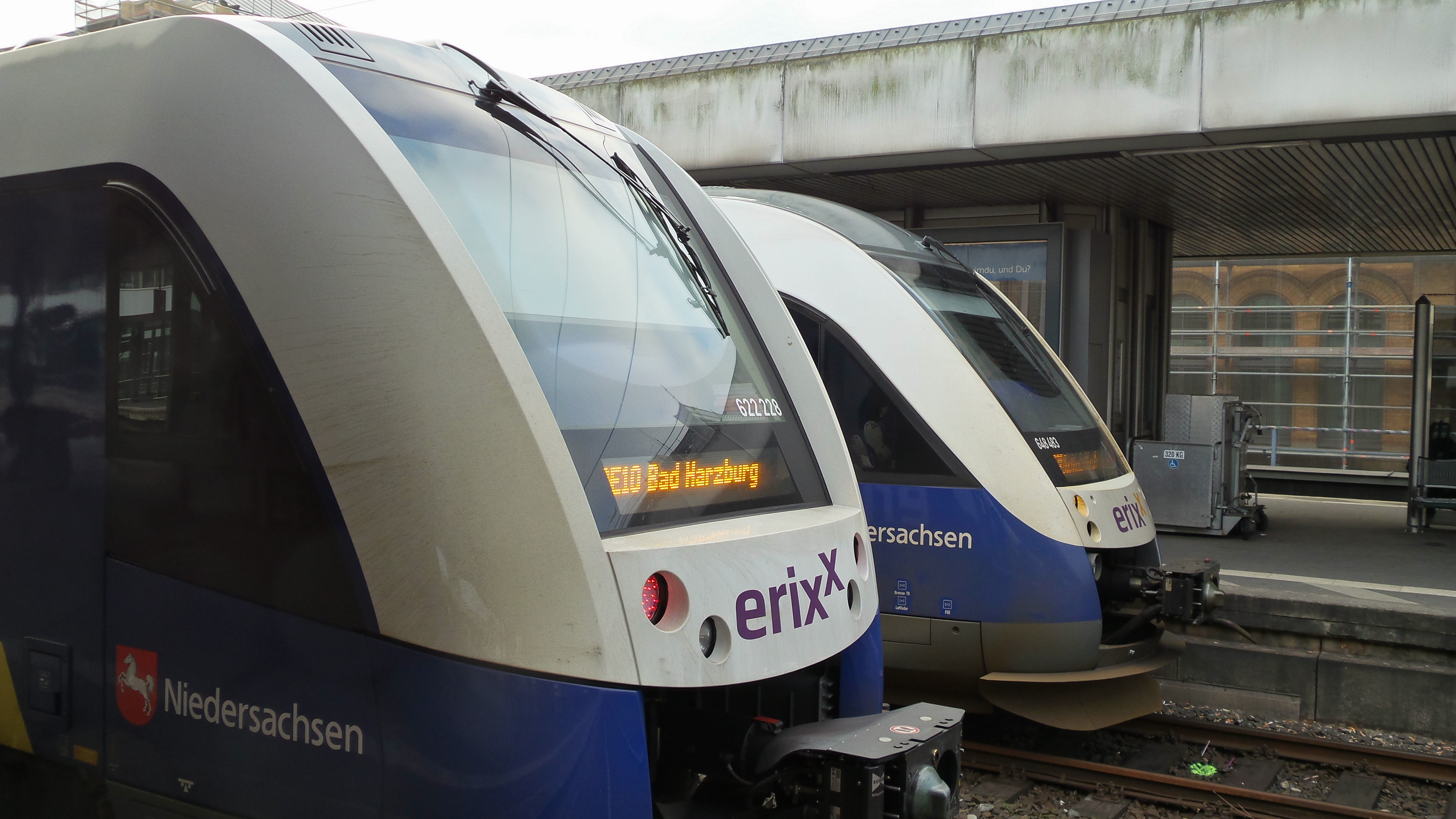
Unterschiedliche Kopfformen bei einem neueren LINT 54 (links) und einem älteren LINT 41 (rechts)
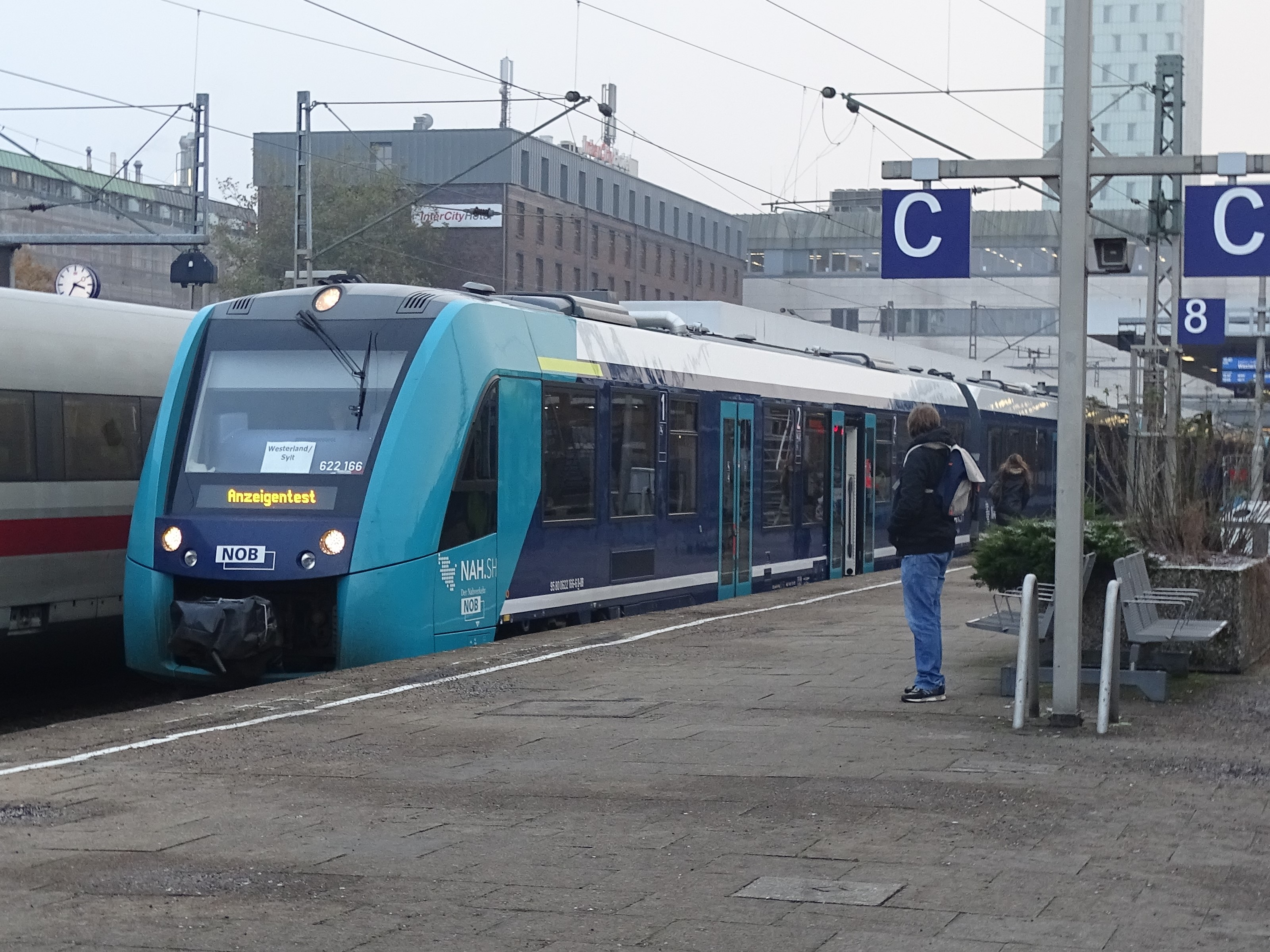
LINT 54 der Regionalbahn Schleswig-Holstein in Hamburg-Altona
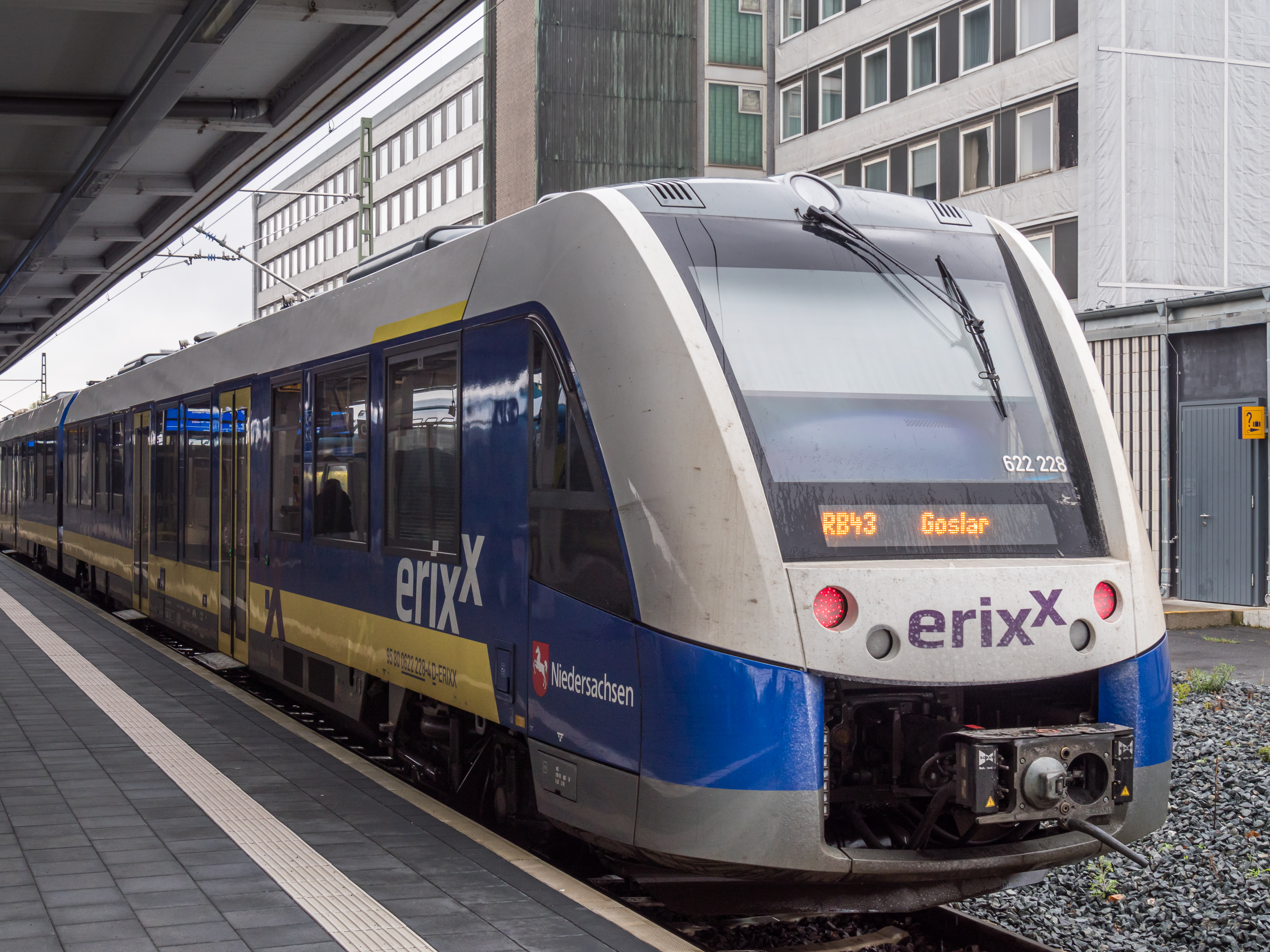
LINT 54 als Erixx RB43 in Braunschweig Hbf

### LINT 81

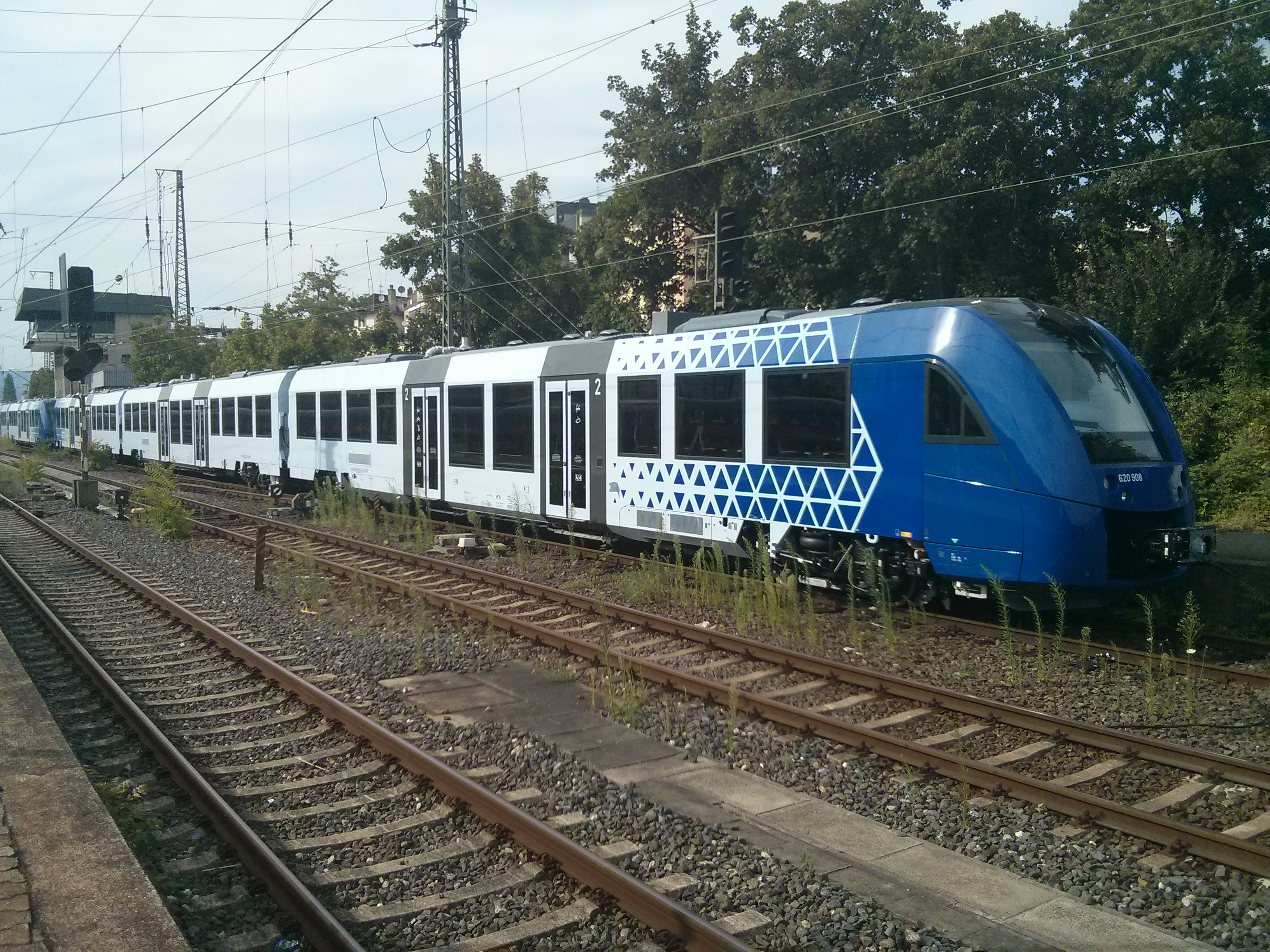
Alstom Coradia, LINT 81 der vlexx in Mainz

Die deutschen Dieseltriebwagen LINT 81 haben die Baureihenbezeichnung 620 (Endwagen) bzw. 621 (Mittelwagen). Die Fahrzeuge haben zwölf Außentüren und, im Unterschied zu den LINT 54, zusätzlich einen motorisierten Mittelwagen, der auf zwei Drehgestellen läuft. Die Zusammensetzung der dreiteiligen Triebzüge ist 620.0 (A-Wagen) + 621.0 (C-Wagen) + 620.5 (B-Wagen). Sie unterscheiden sich technisch von den LINT 54 nur durch den zusätzlichen Mittelwagen.

#### Fahrzeugeinsatz
Der Verkehrsbetrieb Rheinland der DB Regio Region NRW setzt die 38 Einheiten zusammen mit 18 LINT 54 unter dem Markennamen Vareo im Kölner Dieselnetz ein. Der erste Zug der Baureihe 620.0/620.5 wurde Ende 2012 ausgeliefert. Durch die Verlängerung der Oberbergischen Bahn bis Meinerzhagen im Jahr 2014 bestellte der NWL zwei weitere LINT 81 nach (620 039, 040). Neun Fahrzeuge des Typs LINT 54 (622 010–018) wurden auf Kosten des Zweckverband Nahverkehr Rheinland (NVR) in Einheiten der Reihe 620 umgebaut (620 041–049). Während des Hochwassers im Jahr 2021 wurden mehrere Einheiten beschädigt. Zwei können nicht mehr repariert werden und werden verschrottet (Stand April 2022).
Die Vlexx GmbH (vormals DNSW GmbH) setzt 18 LINT 81 im Dieselnetz Südwest ein.
Für das Dieselnetz Augsburg I mit den Linien München–Füssen sowie Augsburg–Füssen und Augsburg–Landsberg beschaffte die Bayerische Regiobahn zum Dezember 2018 28 neue Triebwagen der Baureihe LINT, darunter fünf LINT 81.

### iLint

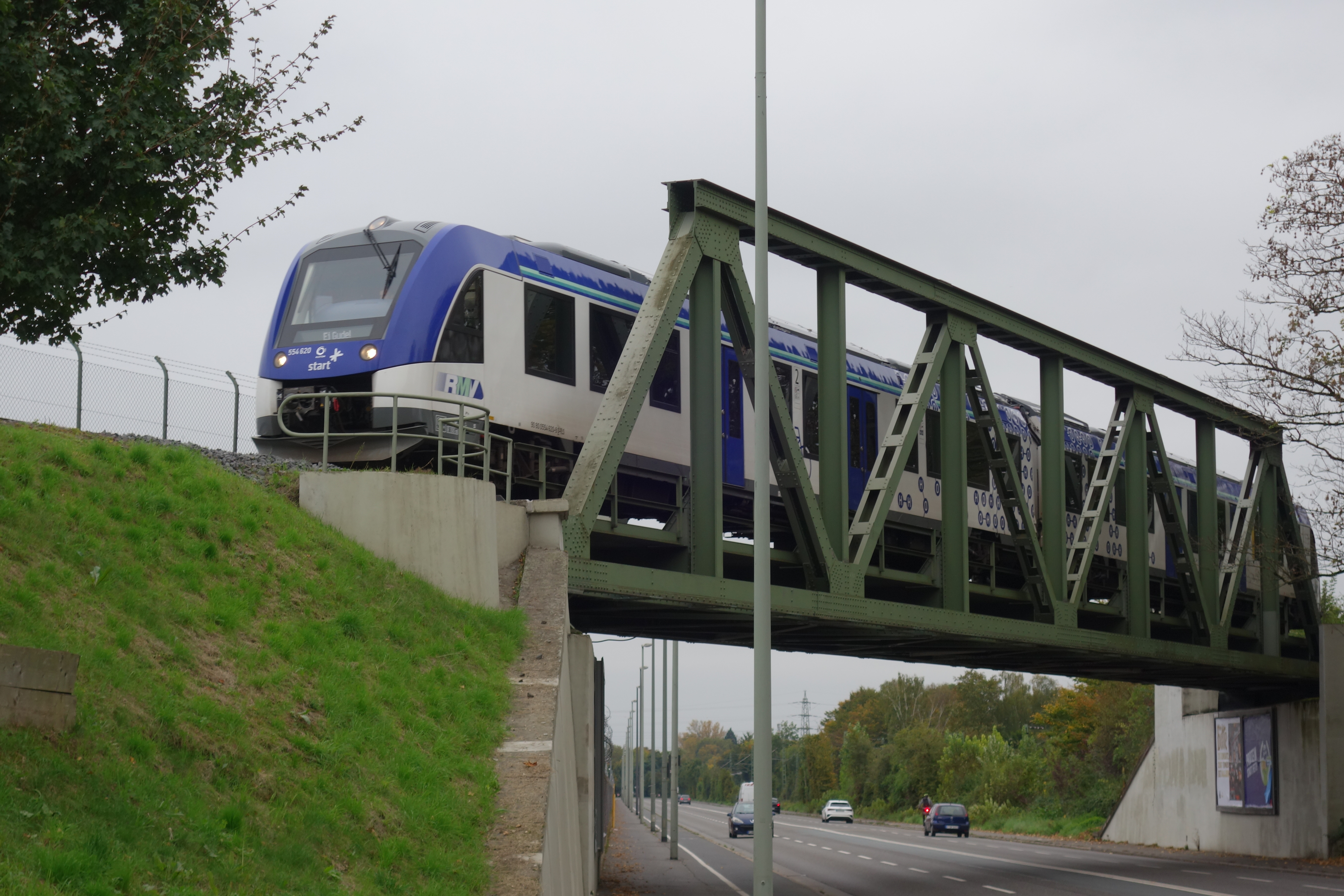
iLint-Triebwagen der Regionalverkehre Start Deutschland unterwegs zur Wasserstofftankstelle im Industriepark Höchst

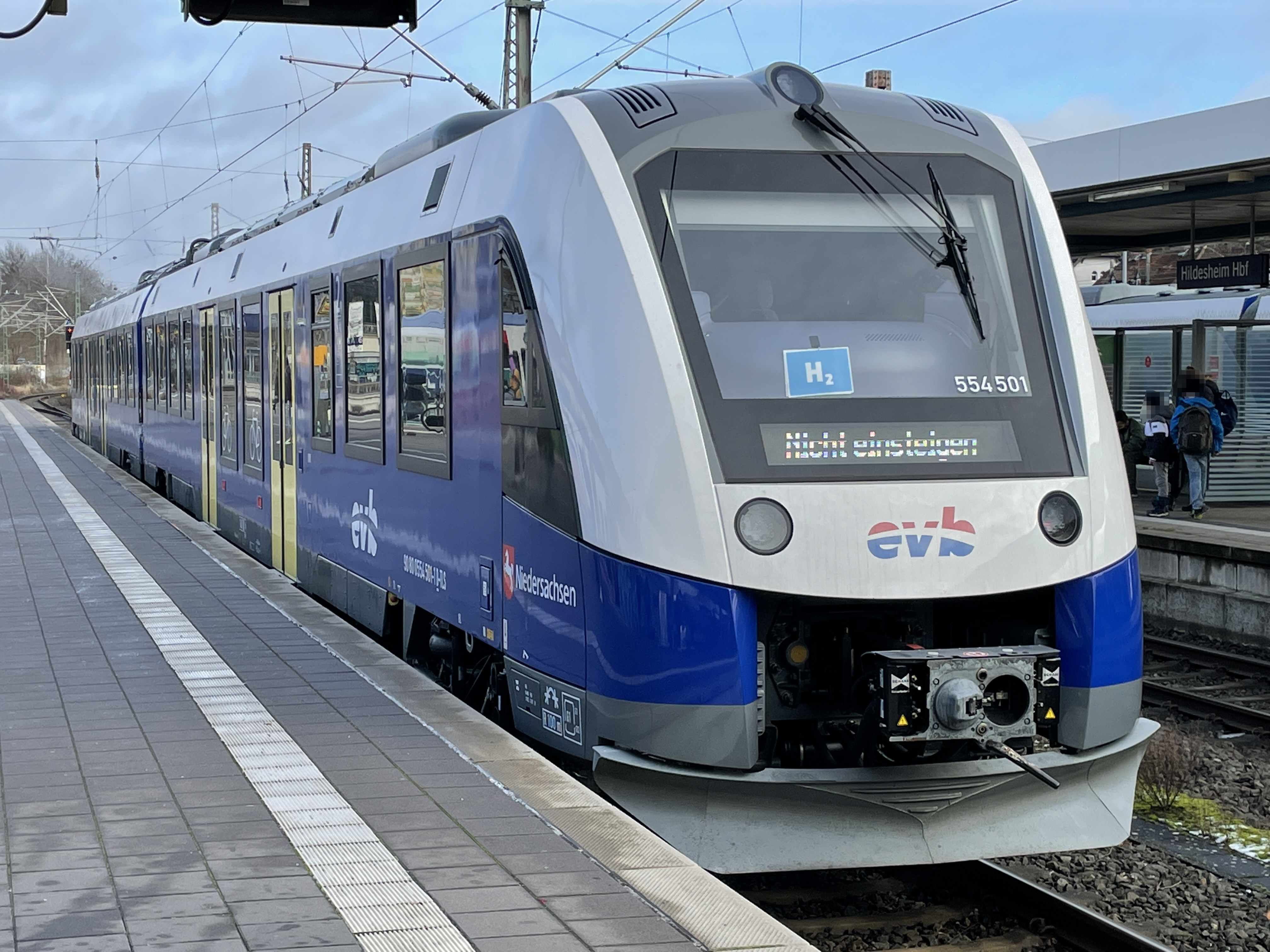
Alstom Coradia iLint am Hildesheimer Hbf (Gleis 4)

#### Entwicklung
Auf Basis des diesel-mechanischen LINT 54 entwickelte Alstom zusammen mit dem Deutschen Zentrum für Luft- und Raumfahrt in Salzgitter und Tarbes den iLint (Projektnamen „Bethy“), einen Wasserstofftriebzug mit Stromversorgung aus Brennstoffzellen.
Der dazu benötigte Wasserstoff wird – zusammen mit Sauerstoff aus der Umgebungsluft – von Brennstoffzellen in elektrische Energie gewandelt, diese treibt die Fahrmotoren an. Die Wasserstoffspeicher sind zwei 125 Kilogramm fassende 350-bar-Tanks, die auf dem Dach untergebracht sind. Die Brennstoffzellen mit zwei mal 200 kW Leistung stammen von Hydrogenics.
Der Antrieb stellt eine Anfahrzugkraft von 87 kN und eine Leistung von 544 kW zur Verfügung. Für die übrige Antriebstechnik werden Einbauräume genutzt, in denen auch in der gegenwärtigen Dieselversion Antriebskomponenten enthalten sind.
Als Pufferspeicher sind zwei Lithium-Ionen-Batterien mit je 110 kWh Kapazität unter dem Fahrgastraum untergebracht, die von Akasol hergestellt werden. Diese puffern die von den Brennstoffzellen erzeugte elektrische Energie und können zusätzlich Bremsenergie speichern, um sie beim Beschleunigen wieder zu nutzen. Die Reichweite soll voll aufgetankt bei 600 bis 1000 Kilometern liegen, die Höchstgeschwindigkeit bei 140 km/h. Der zweiteilige Zug bietet 138 Sitz- und 144 Stehplätze.
Auf der Verkehrsmesse InnoTrans 2014 unterzeichneten das Land Niedersachsen, der Verkehrsverbund Rhein-Ruhr, das Land Baden-Württemberg und der Rhein-Main-Verkehrsverbund eine Absichtserklärung mit ALSTOM zur Beschaffung von 48 Wasserstofftriebzügen. Hierdurch sollte die Entwicklung eines solchen Fahrzeugmodells vorangetrieben werden. Am 14. März 2017 wurden die ersten Probefahrten absolviert.

#### Fahrzeugeinsatz
Ab Frühjahr 2018 wurden zwei Exemplare für die Landesnahverkehrsgesellschaft Niedersachsen (LNVG) auf Linien der Eisenbahnen und Verkehrsbetriebe Elbe-Weser (EVB) in einem Probebetrieb eingesetzt. Am 11. Juli 2018 erhielt der iLint die Zulassung für den kommerziellen Fahrgasteinsatz in Deutschland. Dieser begann am 17. September 2018 bei den EVB auf der Strecke Buxtehude–Bremerhaven–Cuxhaven. Es handelt sich um den weltweit ersten Einsatz eines wasserstoffgetriebenen Zugs im regulären Linienbetrieb. Gebaut wurden die beiden Triebwagen in Salzgitter. Eine Wasserstofftankstelle wurde am Bahnhof Bremervörde von der Linde AG errichtet. Die beiden Vorserienfahrzeuge wurden bis Februar 2020 im Regelbetrieb auf den Linien der EVB eingesetzt und anschließend für Erprobungsfahrten auf weiteren Strecken abgezogen. Ab Sommer 2022 plante die EVB, sukzessive alle Dieseltriebwagen auf der Linie RB33 durch Wasserstoffzüge vom Typ Coradia iLint zu ersetzen. Am 25. Juli 2022 begann die EVB mit einem Vorlaufbetrieb für den regulären Linienverkehr, um die neuen Serienfahrzeuge nochmals zu prüfen. Die offizielle Inbetriebnahme fand während eines Festaktes im Beisein von geladenen Politikern und Pressevertretern am 24. August 2022 statt. Seit September 2024 ist der Betrieb der iLint bei der EVB stark eingeschränkt, da die Wasserstoffbezugsquelle ausgefallen ist und die EVB zu spät darüber in Kenntnis gesetzt wurde. Die Züge fahren in verringerter Traktionsstärke, werden durch Dieselzüge ersetzt oder fallen aus, um den Wasserstoffbedarf zu reduzieren.
Auf vier Linien im Taunus sollten ab Dezember 2022 27 Brennstoffzellenzüge die bisherigen Dieselfahrzeuge ersetzten. Der notwendige Wasserstoff wird vom Industriepark Höchst bezogen, wo er als Prozessprodukt anfällt. Da zum Fahrplanwechsel im Dezember 2022 erst ein Teil der Alstom-Züge zur Verfügung stand, sollte sich die Umstellung auf das erste Halbjahr 2023 erstrecken. ALSTOM konnte zur Betriebsaufnahme lediglich sechs Fahrzeuge bereitstellen, von denen nur zwei einsatzfähig waren. Außerdem zeigten sich Schwierigkeiten im Betankungsprozess. Da die Ersatzzüge nur eingeschränkt auf der Linie RB 15 zwischen Bad Homburg und Brandoberndorf eingesetzt werden konnten, musste ein Schienenersatzverkehr mit Bussen eingerichtet werden. Der Rhein-Main-Verkehrsverbund ist der Besteller der Fahrzeuge und Verkehrsleistungen. Endgültiger Käufer wird die RMV-Tochter Fahrzeugmanagement Region Frankfurt RheinMain (Fahma) sein. Dies ist der zweite Auftrag für Alstom, nach demjenigen aus Niedersachsen. Nach mehreren Monaten Einsatz auf den Strecken des RMV wurden die Ausfälle auch auf den anderen Strecken mit dem iLINT nicht weniger, sondern nahmen sogar zu.
Der Hersteller Alstom hatte 2023 zugesagt, die Situation durch den Austausch minderwertiger Komponenten bei der Erstauslieferung und dem Einbau größerer Wasserstofftanks zu verbessern. Im Jahr 2024 traten weiterhin eine schlechte Fahrzeugverfügbarkeit und kurzfristige Ausfälle auf. So teilte der RMV in einem Antwortschreiben mit, dass 2024 an einzelnen Tagen 13 der 27 Fahrzeuge nicht betriebsbereit waren. Überwiegend sollen 7 bis 10 Fahrzeuge nicht zur Verfügung stehen. Als Gründe gibt Alstom eine eingeschränkte Funktionalität einzelner Brennstoffzellen und fehlende Ersatzteile an. Ab Januar 2025 stellt Alstom eine Ersatzflotte von 16 Dieseltriebzügen des Typs LINT 41H der DB Regionalbahn Schleswig-Holstein zum Betrieb der Linie RB 15 Bad Homburg–Brandoberndorf bereit. Die Linie RB 12 Frankfurt–Königsstein wird weiterhin mit iLINT betrieben. Die Kosten hierfür trägt der Hersteller Alstom. Die iLINT sollen während des Ersatzzugeinsatzes generalüberholt werden.
Im ersten Halbjahr 2018 gab der Verkehrsverbund Rhein-Ruhr (VRR) seinen Ausstieg aus der 2014 geschlossenen Absichtserklärung bekannt, 14 Wasserstofftriebwagen zu beschaffen. Die Beschaffung und Instandhaltung der Fahrzeuge wurde für den Betrieb des Emscher-Münsterland-Netzes zwischen Essen, Borken und Coesfeld ausgeschrieben. ALSTOM konnte in der Ausschreibung die Zusicherung nicht einhalten, dass die Bereitstellung der Fahrzeuge mit Bundesförderung zu den gleichen Konditionen wie bei gleichwertigen Dieseltriebzügen möglich ist. Die Ausschreibung der Fahrzeugbereitstellung soll nun mit weiteren Linien zu einem späteren Zeitpunkt wiederholt werden. Die Antriebsform sollte in dieser Runde technologieoffen, aber möglichst emissionsarm sein. In dieser Ausschreibungsrunde fiel die Entscheidung auf Batterie-Oberleitungstriebzüge.
Im Februar 2019 fand im Rahmen des Projekts h2-Well eine Probefahrt auf der Strecke Rottenbach–Katzhütte in Thüringen statt. Diese war Teil einer Machbarkeitsstudie zum klimaneutralen Bahnbetrieb, der zum Fahrplanwechsel 2021 für diese Strecke geplant war. Eine Ausschreibung der Betriebsleistungen mit wasserstoffbetriebenen Fahrzeugen musste im Dezember 2021 wegen Unwirtschaftlichkeit abgebrochen werden. Die Kosten stiegen von veranschlagten 55 Millionen Euro auf 90 Millionen Euro an.
Im Zeitraum von 12. September bis zum 26. November 2020 testeten die Österreichischen Bundesbahnen den iLint auf Nebenstrecken, die nicht zur Elektrifizierung vorgesehen sind. Dabei kam der 654 101/601 ab Wiener Neustadt im regulären Fahrgastverkehr auf der Aspangbahn, Wechselbahn, Thermenbahn, Schneebergbahn und Gutensteinerbahn zum Einsatz. Mit dem Wasserstoffzug und dem Ablauf des Testbetriebs zeigten sich die ÖBB sehr zufrieden, entschieden sich allerdings dazu, keine Wasserstofftriebzüge zu beschaffen und stattdessen Akkutriebzüge einzusetzen.
In der Saison Juni bis September 2023 fuhr auf der Bahnstrecke Quebec–Clermont ein iLint und damit erstmals in Kanada ein wasserstoffangetriebener Zug.
Vom 12. Juli 2021 bis Ende Februar 2022 erprobte die SWEG Südwestdeutsche Landesverkehrs-AG den iLint auf der RB 68 Hechingen–Gammertingen–Sigmaringen, die über die nicht elektrifizierten Bahnstrecken Hechingen–Gammertingen und Engstingen–Sigmaringen fährt. Das Verkehrsministerium Baden-Württemberg kündigte an, Wartung und Instandhaltung des Zuges erfolgten in der Werkstatt der SWEG in Gammertingen. Zur Betankung der Züge wurde durch Air Liquide eine mobile Wasserstofftankstelle am Bahnhof Hechingen Landesbahn bereitgestellt.

#### Auszeichnungen
Für die Entwicklung des mit Wasserstoffantrieb ausgerüsteten iLint wurde Alstom Transport Deutschland im Jahr 2016/2017 mit dem Innovationspreis des Privatbahn Magazins ausgezeichnet. Als erster Wasserstoffzug im Regelbetrieb erhielt er 2021 den European Railway Award. Im Rahmen einer Fahrt von Bremervörde nach München legte ein nicht modifizierter Serienzug der LNVG im September 2022 eine Strecke von 1175 Kilometern zurück, ohne seine Wasserstofftanks nachzufüllen und erreichte damit die für Dieselzüge übliche Reichweite von 1000 km.

## Kritik und Probleme
Im November 2000 und im Februar 2002 kam es zu Unfällen mit LINT 41 der Nord-Ostsee-Bahn, bei denen Schraubverbindungen an der Drehmomentstütze, die das Getriebe am Drehgestellrahmen abstützt, versagten. Dabei bestand die Gefahr, dass sich das Bauteil im Gleisbett verkeilt und eine Entgleisung verursacht. Nach dem ersten Vorfall wurden durch den Hersteller Alstom Sicherungsmaßnahmen vorgenommen, um weitere zu vermeiden. Diese Maßnahmen wurden allerdings teilweise falsch ausgeführt, wodurch es zu dem zweiten Ereignis kam. In den eingeleiteten Ermittlungen fanden Beamte des Bundesgrenzschutzes an 50 Zügen lockere Schraubverbindungen. Die Konstruktion wurde im Auftrag des Zulieferers ZF Bahntechnik durch ein externes Ingenieursbüro vorgenommen, welches auch auf den Konstruktionsfehler hingewiesen hatte. Die Staatsanwaltschaft Kiel leitete daraufhin Ermittlungen ein und durchsuchte 2004 das Gelände und Büros des Herstellers Alstom.
Im Kölner Dieselnetz lösten die längeren Türöffnungszeiten sowie die engeren Sitzreihen, das Fehlen einer zweiten Toilette und auf die Fahrzeuglänge bezogen geringe Türanzahl bei den Fahrgästen Kritik aus. Seit dem Fahrplanwechsel am 15. Dezember 2014 sind auf verschiedenen Strecken erhebliche Verspätungen eingefahren worden.
Im Februar 2010 erklärte die Regionalbahn Schleswig-Holstein, dass die Zuverlässigkeit der neuen LINT aufgrund technischer Probleme noch nicht den Anforderungen genüge. Insbesondere gab es Schäden an den Turboladern, diese wurden geprüft und erforderlichenfalls ausgetauscht.
Fast drei Jahre später, im Dezember 2012, meldet die Landesweite Verkehrsservicegesellschaft Schleswig-Holstein in ihrem Kundenmagazin nah.sh:

„Die Betriebsqualität ist jedoch dadurch getrübt, dass die Regionalbahn Schleswig-Holstein aufgrund von anhaltenden Problemen mit ihren Dieseltriebwagen der Baureihe VT 648 seit Ende Juni planmäßig Altfahrzeuge der Baureihe VT 628 einsetzt. […]“

Der LINT verfügt über große einfach verglaste Scheiben mit entsprechend schlechten Wärmedämmeigenschaften. Die Einblasung der Zuluft aus der Klimaanlage erfolgt konzentriert über kleine Öffnungen aus Kanälen oberhalb der Fensterscheiben und soll gleichzeitig ein Beschlagen der Scheiben durch kondensierende Luftfeuchtigkeit vermeiden. Zusätzlich muss die Klimaanlage die Verluste durch die schlechte Isolierung der Fenster ausgleichen, wodurch der von den Fahrgästen wahrgenommene Luftzug an den Fensterplätzen im Hochflurbereich entsprechend stark ausfällt. Die Konstruktion wurde von Fahrgästen der verschiedenen Verkehrsunternehmen, die diesen Fahrzeugtyp einsetzen, immer wieder kritisiert. So verteilte als Gegenmaßnahme beispielsweise im Dezember 2015 das private Bahnunternehmen erixx im Netz Heidekreuz Wolldecken an die Fahrgäste. Erst mit der Serienentwicklung des Wasserstofftriebzuges iLINT wurden auch die zuletzt ausgelieferten Dieseltriebzüge für die Hessische Landesbahn und die Ostdeutsche Eisenbahn mit Doppelverglasung und Zuluftkanälen mit größerem Öffnungsquerschnitt ausgestattet.
Am 18. Januar 2015 und am 25. April 2015 kam es zu einem Brand an je einer Antriebseinheit („Powerpack“) eines LINT 41 der Nordwestbahn. Ursache war eine beschädigte oder von ihrer Befestigung gelöste Leckleitung in Verbindung mit der Konstruktion der Kraftstoffrückführung: Die Kraftstoffförderpumpe hat eine konstante Leistung, weswegen nicht benötigter Kraftstoff von der Einspritzpumpe über eine Rückführungsleitung in den Kraftstofftank zurückgeleitet wird. Hinzu kommt bei der Einspritzung überschüssiger Kraftstoff, der über eine Dieselleckleitung vom Motor in die Rückführungsleitung geleitet wird. Durch den Druck in der Rückführungsleitung konnte Dieselkraftstoff aus dieser über den Defekt der Leckleitung austreten. Diese größere Menge bildete nach der Verflüchtigung an Abgasrohr und Turbolader ein Gemisch, das sich bei der dortigen hohen Temperatur entzünden konnte. Bereits ab 2008 traten ähnliche Fahrzeugbrände auf, bei denen die gleiche Ursache angenommen wird.
Die Platzierung der beiden Kühlerelemente (Kühlwasserkreislauf und Ladeluft) in der Nähe des Bodens sorgt im Frühjahr für eine schnelle Verstopfung durch Blütenpollen. Auch ist die Kühlleistung bei Außentemperaturen ab etwa 20 °C zu schwach, dass auf Abschnitten mit kurzer Haltfolge die Motoren thermisch gedrosselt werden („Gelbalarm“).
Nach der Umstellung der Bayerischen Oberlandbahn von Integral S5D95 auf Lint-Triebwagen gab es Anwohnerbeschwerden durch vermehrtes Kurvenquietschen.
Anfang 2025 ersetzte die Taunusbahn die Wasserstoff-Züge Coradia iLint 54 vorläufig durch Züge mit Diesel-Antrieb. Der Betreiber RMV monierte „fehleranfällige technischen Bauteile“ und erwartet eine „Generalüberholung“ vom Hersteller. Wegen zahlreicher technischer Probleme war es vorher zu Ausfällen, Notfahrplänen und Schienenersatzverkehr gekommen.

## Beschaffung
Durch folgende Unternehmen wurden die Fahrzeuge in ihren unterschiedlichen Variationen von Alstom beschafft.
| Erstbetreiber                          | erstes Einsatzgebiet               | Einsatzbeginn | LINT 27 | LINT 41 | LINT 41H | LINT 54 | LINT 54H | LINT 81 | LINT 81H | iLINT | iLINT H | Gesamt | Land | Quelle  |
| -------------------------------------- | ---------------------------------- | ------------- | ------- | ------- | -------- | ------- | -------- | ------- | -------- | ----- | ------- | ------ | ---- | ------- |
| DB Regionalbahn Westfalen              | Große Verkehrsverträge             | 2000          | 30      |         |          |         |          |         |          |       |         | 30     | DE   |         |
| Nord-Ostsee-Bahn                       | Netz Nord Los B                    | 2000          |         |         | 9        |         |          |         |          |       |         | 9      | DE   |         |
| Alstom                                 | Vorführfahrzeug                    | 2001          |         | 1       |          |         |          |         |          |       |         | 1      | DE   |         |
| NordWestBahn (LNVG)                    | Weser-Ems                          | 2000          |         | 23      |          |         |          |         |          |       |         | 23     | DE   | [ 138 ] |
| Schleswig-Holstein-Bahn/nordbahn (AKN) |                                    | 2001          |         |         | 6        |         |          |         |          |       |         | 6      | DE   |         |
| Ostseeland Verkehr                     |                                    | 2001          |         | 6       |          |         |          |         |          |       |         | 6      | DE   |         |
| Syntus                                 |                                    | 2001          |         |         | 12       |         |          |         |          |       |         | 12     | NL   | [ 139 ] |
| Syntus                                 |                                    | 2002          |         |         | 8        |         |          |         |          |       |         | 8      | NL   | [ 140 ] |
| NordWestBahn (LNVG)                    | Weser-Ems                          | 2003          |         | 6       |          |         |          |         |          |       |         | 6      | DE   | [ 141 ] |
| eurobahn (LNVG)                        | Weser/Lammetalbahn                 | 2003          |         | 11      |          |         |          |         |          |       |         | 11     | DE   | [ 142 ] |
| EVB (LNVG)                             | Weser-Elbe                         | 2003          |         | 9       |          |         |          |         |          |       |         | 9      | DE   | [ 143 ] |
| Syntus                                 |                                    | 2003          |         |         | 3        |         |          |         |          |       |         | 3      | NL   | [ 144 ] |
| Arriva                                 |                                    | 2003          |         | 29      |          |         |          |         |          |       |         | 29     | DK   | [ 145 ] |
| DB Regio NRW                           | Sauerland-Netz                     | 2004          |         |         | 21       |         |          |         |          |       |         | 21     | DE   |         |
| DB Regio NRW                           | Dreiländerbahn                     | 2004          |         | 7       |          |         |          |         |          |       |         | 7      | DE   | [ 146 ] |
| Vectus                                 | Westerwaldnetz                     | 2004          | 10      | 18      |          |         |          |         |          |       |         | 28     | DE   | [ 147 ] |
| DB Regio Nord                          | Harz-Weser-Netz                    | 2005          |         | 27      |          |         |          |         |          |       |         | 27     | DE   | [ 148 ] |
| Harz-Elbe-Express (CBRail)             |                                    | 2005          | 7       | 12      |          |         |          |         |          |       |         | 19     | DE   |         |
| NordWestBahn (LNVG)                    | Weser-Ems Netz                     | 2005          |         | 4       |          |         |          |         |          |       |         | 4      | DE   |         |
| Abellio Rail NRW                       | Emscher-Ruhrtal                    | 2005          |         |         | 3        |         |          |         |          |       |         | 3      | DE   | [ 149 ] |
| Syntus                                 |                                    | 2005          |         |         | 2        |         |          |         |          |       |         | 2      | NL   | [ 150 ] |
| Hessische Landesbahn (fahma)           | Taunusnetz                         | 2006          |         |         | 10       |         |          |         |          |       |         | 10     | DE   | [ 151 ] |
| Lokalbanen                             |                                    | 2006          |         | 27      |          |         |          |         |          |       |         | 27     | DK   | [ 152 ] |
| Vestsjællands Lokalbaner               |                                    | 2007          |         | 9       |          |         |          |         |          |       |         | 9      | DK   | [ 153 ] |
| DB Regio Mittelfranken                 | Dieselnetz Nürnberg                | 2008          |         | 27      |          |         |          |         |          |       |         | 27     | DE   | [ 154 ] |
| Bayerische Regiobahn                   | Dieselnetz Augsburg 2              | 2008          |         | 26      |          |         |          |         |          |       |         | 26     | DE   | [ 155 ] |
| NordWestBahn                           | Niers-Rhein-Emscher-Netz           | 2009          |         |         | 28       |         |          |         |          |       |         | 28     | DE   | [ 156 ] |
| DB Regionalbahn Schleswig-Holstein     | Netz Ost                           | 2009          |         |         | 25       |         |          |         |          |       |         | 25     | DE   | [ 157 ] |
| Regionstog                             |                                    | 2009          |         | 5       |          |         |          |         |          |       |         | 5      | DK   | [ 158 ] |
| NordWestBahn (LNVG)                    | Weser-Ems                          | 2010          |         | 10      |          |         |          |         |          |       |         | 10     | DE   | [ 159 ] |
| Arriva                                 |                                    | 2010          |         | 12      |          |         |          |         |          |       |         | 12     | DE   | [ 160 ] |
| erixx, NordWestBahn (LNVG)             | Heidekreuz, Weser-Ems              | 2011          |         | 28      |          |         |          |         |          |       |         | 28     | DE   | [ 161 ] |
| nordbahn (AKN)                         | Netz Nord (Los B)                  | 2011          |         |         | 1        |         |          |         |          |       |         | 1      | DE   |         |
| DB Regionalbahn Schleswig-Holstein     | Netz Nord (Los A)                  | 2011          |         |         | 16       |         |          |         |          |       |         | 16     | DE   | [ 162 ] |
| Hessische Landesbahn                   | Lahntal-Vogelsberg-Rhön            | 2011          |         | 23      |          |         |          |         |          |       |         | 23     | DE   | [ 163 ] |
| Arriva (Vestbanen)                     |                                    | 2012          |         | 2       |          |         |          |         |          |       |         | 2      | DE   | [ 164 ] |
| Abellio Rail NRW (VRR)                 | S7                                 | 2013          |         |         | 9        |         |          |         |          |       |         | 9      | DE   | [ 165 ] |
| OC Transpo                             | Trillium Line                      | 2013          |         | 6       |          |         |          |         |          |       |         | 6      | CA   | [ 166 ] |
| DB Regio NRW                           | Dieselnetz Köln                    | 2013          |         |         |          |         | 18       |         | 38       |       |         | 58     | DE   | [ 167 ] |
| erixx (LNVG)                           | DINSO 2                            | 2014          |         |         |          | 28      |          |         |          |       |         | 28     | DE   | [ 168 ] |
| NordWestBahn (LNVG)                    | Weser-Ems                          | 2014          |         | 6       |          |         |          |         |          |       |         | 6      | DE   | [ 169 ] |
| vlexx                                  | Dieselnetz Südwest (Los 2)         | 2014          |         |         |          | 45      |          | 18      |          |       |         | 63     | DE   | [ 170 ] |
| DB Regio NRW                           | Dieselnetz Köln                    | 2014          |         |         |          |         | 2        |         |          |       |         | 2      | DE   | [ 171 ] |
| DB Regionalbahn Schleswig-Holstein     | West                               | 2015          |         |         |          |         | 3        |         |          |       |         | 3      | DE   | [ 172 ] |
| Hessische Landesbahn                   | Eifel Westerwald Sieg-Netz (Los 2) | 2015          |         | 7       |          |         |          |         |          |       |         | 7      | DE   | [ 173 ] |
| Bentheimer Eisenbahn                   |                                    | 2015          |         |         | 5        |         |          |         |          |       |         | 5      | DE   | [ 174 ] |
| DB Regio Mitte                         | Dieselnetz Südwest (Los 1)         | 2015          |         | 14      |          | 24      |          |         |          |       |         | 38     | DE   | [ 175 ] |
| DB Regio Nordost                       | Ost-West                           | 2015          |         | 17      |          |         |          |         |          |       |         | 17     | DE   | [ 176 ] |
| AKN                                    |                                    | 2015          |         |         |          |         | 14       |         |          |       |         | 14     | DE   | [ 177 ] |
| Abellio Mitteldeutschland              | Dieselnetz Sachsen-Anhalt          | 2015          |         | 54      |          |         |          |         |          |       |         | 54     | DE   | [ 178 ] |
| Oberpfalzbahn                          | Regionalzüge Ostbayern             | 2016          |         | 12      |          |         |          |         |          |       |         | 12     | DE   | [ 179 ] |
| Nordjyske Jernbaner                    |                                    | 2017          |         | 13      |          |         |          |         |          |       |         | 13     | DK   | [ 180 ] |
| Rurtalbahn                             | Rurtalbahn                         | 2017          |         |         |          | 3       |          |         |          |       |         | 3      | DE   | [ 181 ] |
| VIAS Rail                              | Erft-Schwalm-Netz                  | 2017          |         |         | 3        |         | 9        |         |          |       |         | 12     | DE   | [ 182 ] |
| Alstom                                 | Prototypen                         | 2018          |         |         |          |         |          |         |          | 2     |         | 2      | DE   |         |
| VIAS Rail                              | Odenwaldbahn                       | 2018          |         |         |          | 4       |          |         |          |       |         | 4      | DE   | [ 183 ] |
| DB Regio Bayern                        | Dieselnetz Nürnberg                | 2019          |         |         |          | 8       |          |         |          |       |         | 8      | DE   | [ 184 ] |
| HZL (SFBW)                             | Ulmer Stern                        | 2019          |         |         |          | 10      |          |         |          |       |         | 10     | DE   | [ 185 ] |
| HZL (SFBW)                             | Zollern-Alb-Bahn                   | 2020          |         |         |          | 18      |          |         |          |       |         | 18     | DE   | [ 186 ] |
| Nordjyske Jernbaner                    |                                    | 2021          |         | 4       |          |         |          |         |          |       |         | 4      | DK   | [ 187 ] |
| HZL (SFBW)                             | Ulmer Stern                        | 2021          |         |         |          | 3       |          |         |          |       |         | 3      | DE   | [ 188 ] |
| HZL (SFBW)                             | Bodenseegürtelbahn                 | 2022          |         |         |          | 5       |          |         |          |       |         | 5      | DE   | [ 189 ] |
| Bayerische Regiobahn                   | Ostallgäu-Lechfeld                 | 2022          |         | 19      |          | 4       |          | 5       |          |       |         | 28     | DE   | [ 190 ] |
| Bayerische Regiobahn                   | Ammersee-Altmühltal                | 2022          |         | 41      |          |         |          |         |          |       |         | 41     | DE   | [ 191 ] |
| EVB (LNVG)                             | Elbe-Weser                         | 2022          |         |         |          |         |          |         |          | 14    |         | 14     | DE   | [ 192 ] |
| Start Taunus (fahma)                   | Taunusnetz                         | 2022          |         |         |          |         |          |         |          |       | 27      | 27     | DE   | [ 193 ] |
| DB Regio Bayern                        | Dieselnetz Ulm                     | 2022          |         | 8       |          | 12      |          |         |          |       |         | 20     | DE   | [ 194 ] |
| Bayerische Oberlandbahn                | Oberland                           | 2022          |         |         |          | 31      |          |         |          |       |         | 31     | DE   | [ 195 ] |
| VIAS Rail                              | Odenwaldbahn                       | 2022          |         |         |          | 5       |          |         |          |       |         | 5      | DE   | [ 196 ] |
| Hessische Landesbahn                   | Wetterau West-Ost                  | 2022          |         | 30      |          |         |          |         |          |       |         | 30     | DE   | [ 197 ] |
| Ostdeutsche Eisenbahn                  | Elbe-Spree                         | 2023          |         |         |          |         | 8        |         |          |       |         | 8      | DE   | [ 198 ] |
| Hessische Landesbahn                   | Lahntal-Vogelsberg-Rhön            | 2024          |         |         |          | 7       |          |         |          |       |         | 7      | DE   | [ 199 ] |
|                                        |                                    |               | 47      | 553     | 161      | 207     | 54       | 23      | 38       | 16    | 27      | 1126   |      |         |

## Innenraumgestaltung

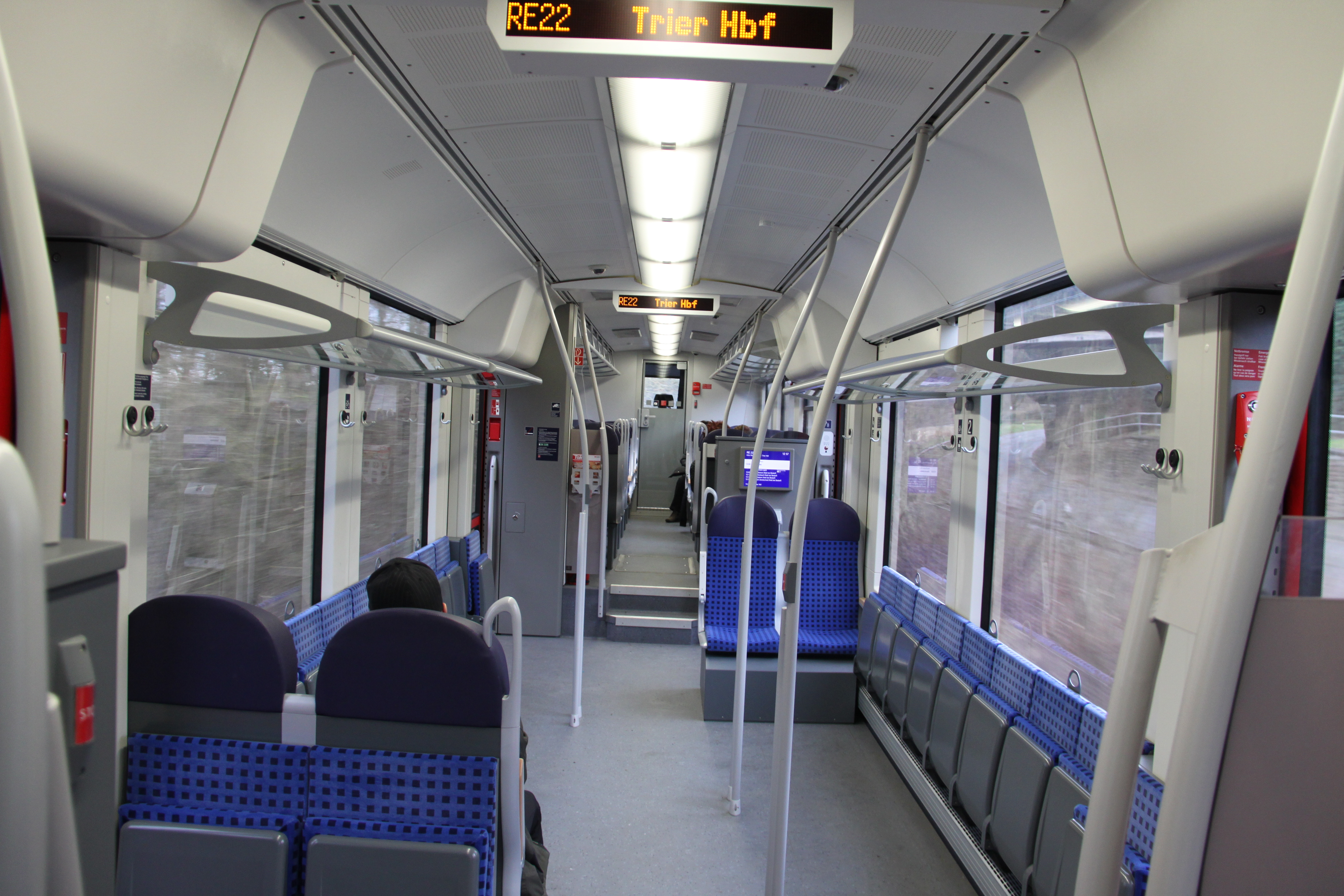
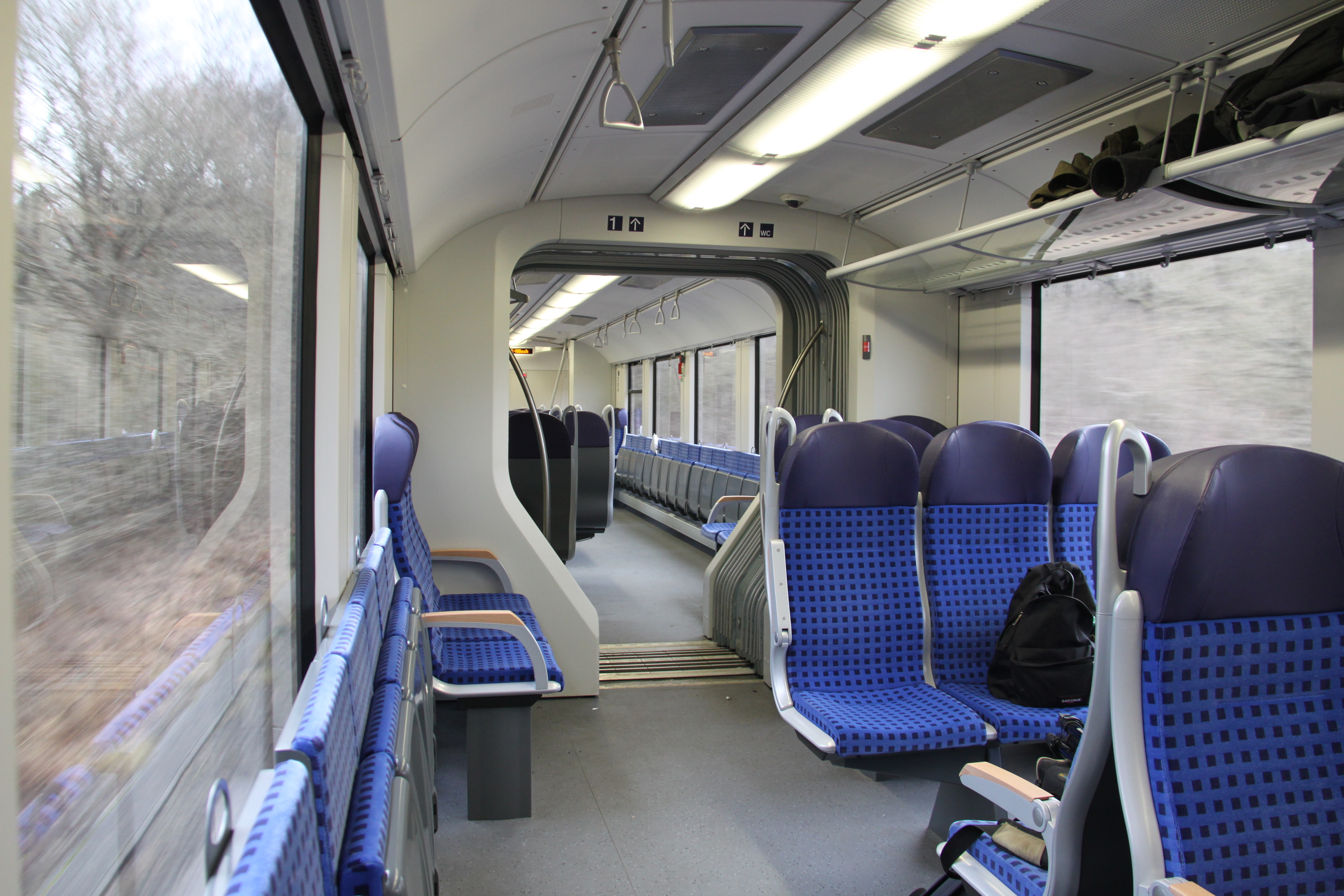
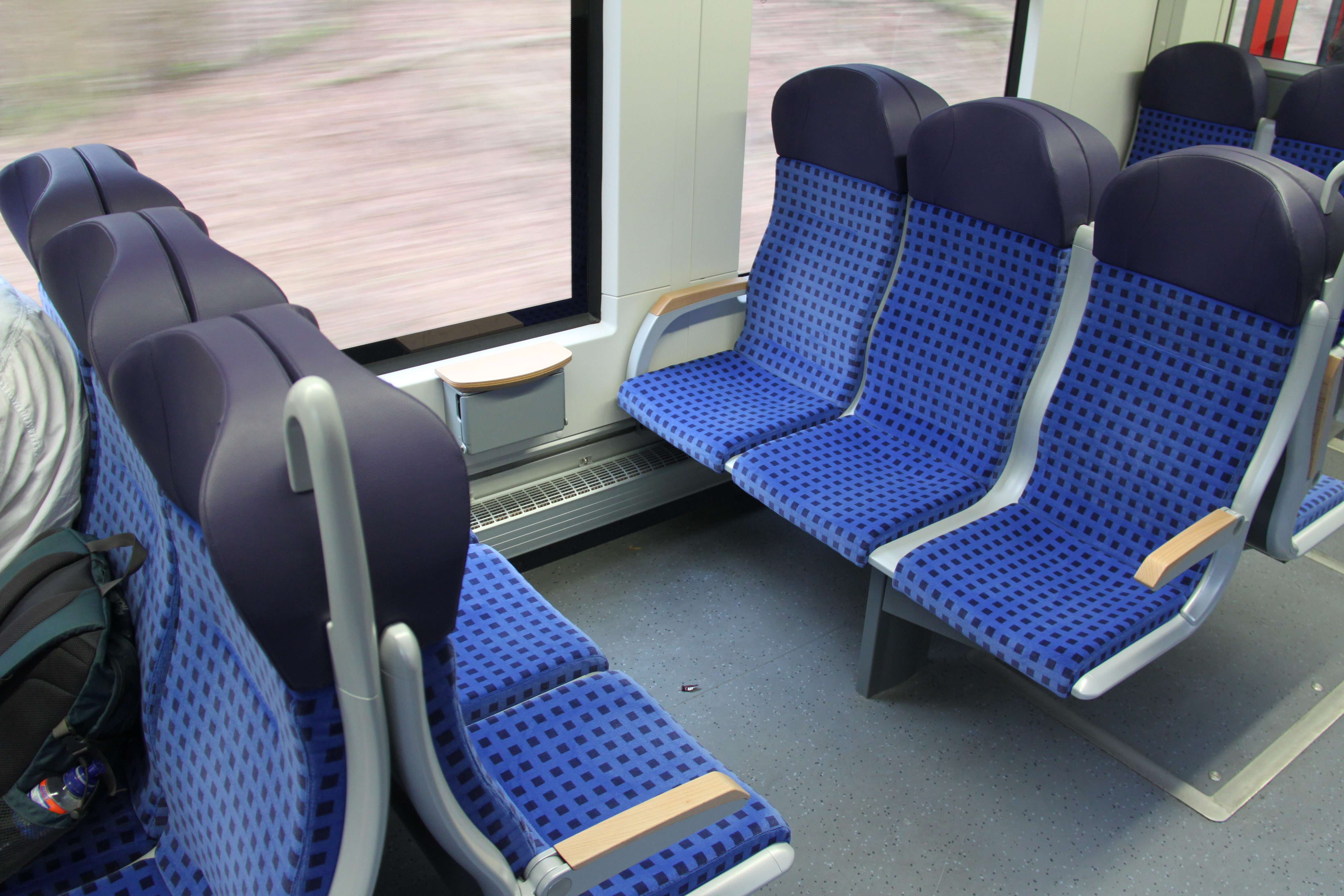
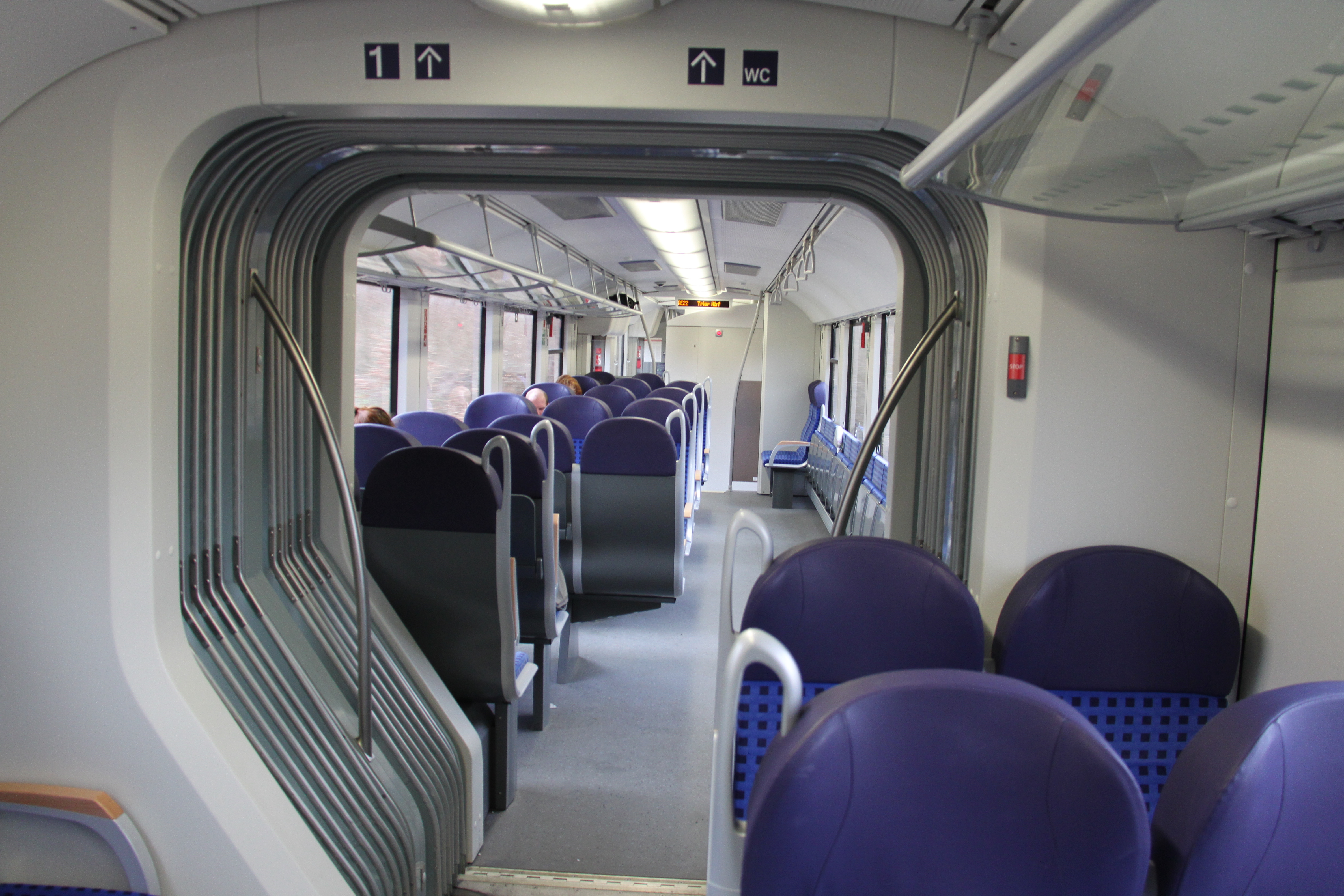
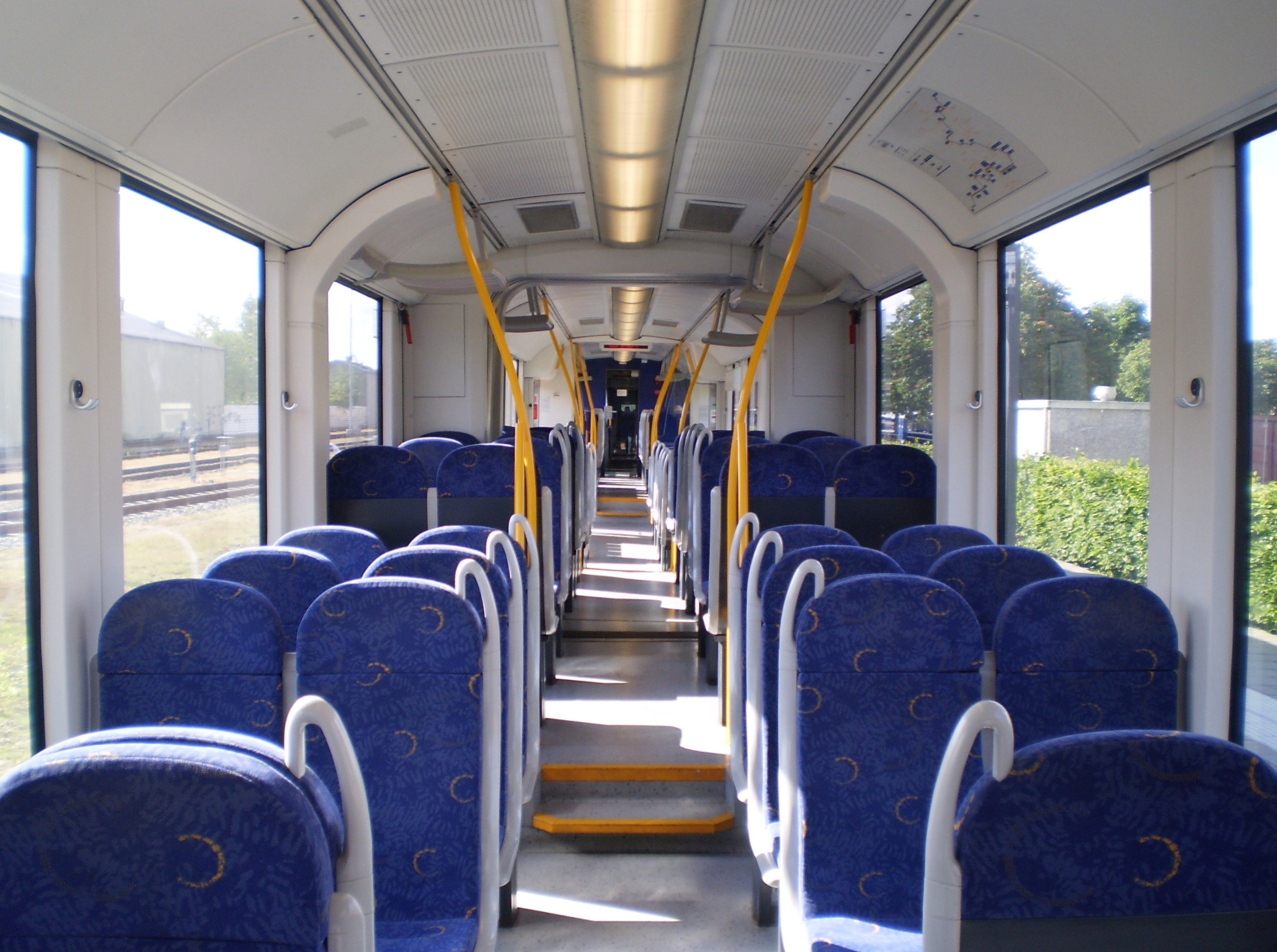
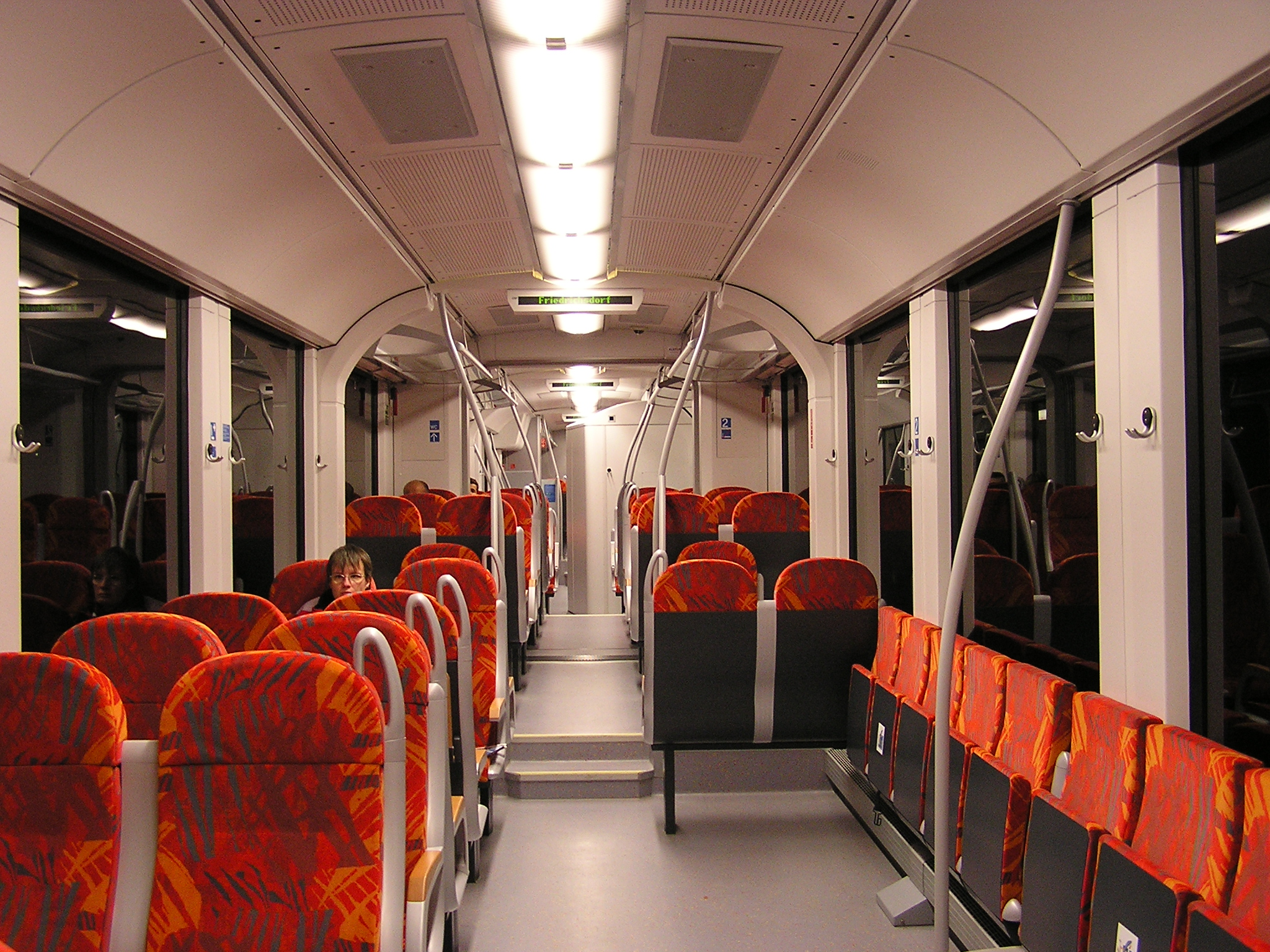
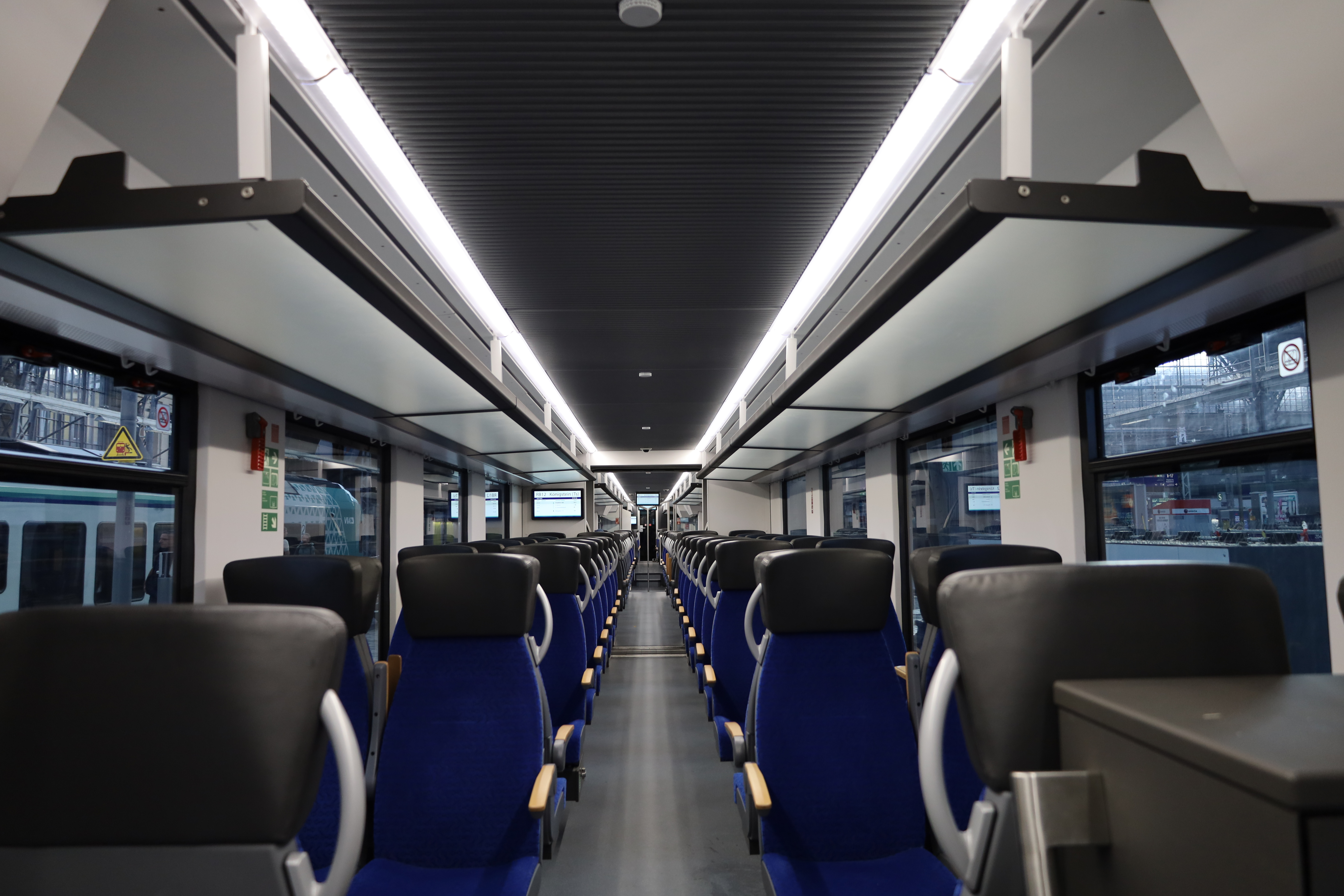

## Aktueller Einsatz
Eingesetzt werden die Fahrzeuge (ihrer Stückzahl entsprechend) aktuell in fast ganz Deutschland. Für folgende Regionen liegt eine Einsatzübersicht vor:

### Baden-Württemberg
| Linie | Strecken                                      | Linienweg                                                 | Betreiber                  | Baureihen   |
| ----- | --------------------------------------------- | --------------------------------------------------------- | -------------------------- | ----------- |
| RB69  | Weinheim–Fürth                                | Weinheim – Fürth (Odenwald)                               | DB Regio Mitte             | 622 und 623 |
| RB31  | Radolfzell–Mengen, Stahringen–Friedrichshafen | Radolfzell – Friedrichshafen                              | DB Regio Baden-Württemberg | 622         |
| RS3   | Ulm–Sigmaringen                               | Ulm Hbf – Blaubeuren – Munderkingen                       | SWEG                       | 622         |
| RS5   | Ulm–Aalen                                     | Ulm Hbf – Langenau (Württ) – Heidenheim – Aalen Hbf       | SWEG                       | 622         |
| RS7   | Ulm–Memmingen                                 | Ulm Hbf – Senden – Illertissen – Memmingen                | DB Regio Bayern            | 622 und 623 |
| RS71  | Ulm–Weißenhorn                                | Ulm Hbf – Senden – Weißenhorn                             | DB Regio Bayern            | 622 und 623 |
| RB66  | Tübingen–Sigmaringen                          | Tübingen Hbf – Hechingen – Albstadt-Ebingen – Sigmaringen | SWEG                       | 622         |
| RB67  | Eyach–Hechingen                               | Eyach – Haigerloch – Hechingen Landesbahn                 | SWEG                       | 622         |
| RB68  | Hechingen–Gammertingen                        | Hechingen – Gammertingen – Sigmaringen                    | SWEG                       | 622         |
| RB69  | Balingen–Rottweil                             | Balingen (Württ) – Schömberg (b. Bal.)                    | SWEG                       | 622         |

Stand: 12/2021

### Bayern
| Linie | Linienbezeichnung       | Linienweg                                              | Betreiber            | Baureihen      |
| ----- | ----------------------- | ------------------------------------------------------ | -------------------- | -------------- |
| RB11  | Mittelfrankenbahn       | (Nürnberg –) Fürth – Cadolzburg                        | DB Regio Franken     | 622, 648       |
| RB12  | Mittelfrankenbahn       | (Nürnberg –) Fürth – Markt Erlbach                     | DB Regio Franken     | 622, 648       |
| RB21  | Mittelfrankenbahn       | Nürnberg Nordost – Gräfenberg                          | DB Regio Franken     | 622, 648       |
| RB30  | Mittelfrankenbahn       | Nürnberg – Neuhaus (Pegnitz)                           | DB Regio Franken     | 622, 648       |
| RB31  | Mittelfrankenbahn       | Nürnberg – Simmelsdorf-Hüttenbach                      | DB Regio Franken     | 622, 648       |
| RB81  | Mittelfrankenbahn       | Neustadt (Aisch) – Steinach                            | DB Regio Franken     | 648            |
| RB82  | Mittelfrankenbahn       | Steinach – Rothenburg ob der Tauber                    | DB Regio Franken     | 648            |
| RB13  | BRB Ammersee-Altmühltal | Augsburg – Aichach – Ingolstadt                        | Bayerische Regiobahn | 1648           |
| RB14  | BRB Ammersee-Altmühltal | (Ingolstadt –) Eichstätt Bf – Eichstätt Stadt          | Bayerische Regiobahn | 1648           |
| RB67  | BRB Ammersee-Altmühltal | Augsburg-Oberhausen – Geltendorf – Weilheim – Schongau | Bayerische Regiobahn | 1648           |
| RB68  | BRB Ostallgäu-Lechfeld  | München – Buchloe – Füssen                             | Bayerische Regiobahn | 1648, 622, 620 |
| RB69  | BRB Ostallgäu-Lechfeld  | Augsburg – Kaufering – Landsberg                       | Bayerische Regiobahn | 1648, 622, 620 |
| RB77  | BRB Ostallgäu-Lechfeld  | Augsburg – Buchloe – Füssen                            | Bayerische Regiobahn | 1648, 622, 620 |
| RB55  | BRB Oberland            | München – Holzkirchen – Bayrischzell                   | Bayerische Regiobahn | 622            |
| RB56  | BRB Oberland            | München – Holzkirchen – Lenggries                      | Bayerische Regiobahn | 622            |
| RB57  | BRB Oberland            | München – Holzkirchen – Tegernsee                      | Bayerische Regiobahn | 622            |
| RB23  | Oberpfalzbahn           | Marktredwitz – Schwandorf – Regensburg                 | Die Länderbahn       | 1648           |

Stand: Oktober 2022

### Berlin/Brandenburg
| Linie | Linienweg                                                  | Betreiber              | Baureihen        |
| ----- | ---------------------------------------------------------- | ---------------------- | ---------------- |
| HBX   | Berlin – Potsdam – Magdeburg – Halberstadt – Thale/Goslar  | Start MD               | 1648             |
| RE6   | Berlin – Hennigsdorf – Neuruppin – Wittstock – Wittenberge | DB Regio Nordost       | 648              |
| RB33  | Potsdam Hbf - Beelitz Stadt - Jüterbog                     | Ostdeutsche Eisenbahn  | 1622             |
| RB34  | Stendal – Schönhausen – Rathenow                           | Hanseatische Eisenbahn | 640              |
| RB37  | Berlin-Wannsee - Michendorf - Beelitz Stadt                | Ostdeutsche Eisenbahn  | 1622             |
| RB51  | Brandenburg Hauptbahnhof – Rathenow                        | Ostdeutsche Eisenbahn  | 1622             |
| RB55  | Hennigsdorf (b. Berlin) – Kremmen                          | DB Regio Nordost       | 648 (vereinzelt) |

Stand: 04/2024

### Hessen
| Linie | Linienbezeichnung           | Linienweg                                                               | Betreiber            | Baureihen                                       |
| ----- | --------------------------- | ----------------------------------------------------------------------- | -------------------- | ----------------------------------------------- |
| RE3   | Nahe-Express                | Frankfurt – Frankfurt Flughafen – Mainz – Bad Kreuznach (– Saarbrücken) | Vlexx                | 620 und 622                                     |
| RB11  | Sodener Bahn                | Frankfurt-Höchst – Bad Soden                                            | RV Start Deutschland | VT554 (Ersetzt durch EV)                        |
| RB12  | Königsteiner Bahn           | Königstein – Kelkheim – Frankfurt                                       | RV Start Deutschland | VT554                                           |
| RB15  | Homburger Bahn, Taunusbahn  | Brandoberndorf – Friedrichsdorf – Bad Homburg – Frankfurt               | RV Start Deutschland | VT554                                           |
| RB16  | Brunnenbahn                 | Friedrichsdorf – Friedberg                                              | RV Start Deutschland | 2648 (Leihweise)                                |
| RB21  | Main-Lahn-Bahn              | Limburg – Niedernhausen – Wiesbaden                                     | Hessische Landesbahn | 648                                             |
| RB23  | Lahn-Eifel-Bahn             | Limburg – Bad Ems – Koblenz – Mayen Ost                                 | DB Regio Mitte       | 640 und 648, Mischbetrieb mit 643 sowie 644     |
| RE25  | Lahn-Eifel-Bahn             | Koblenz – Niederlahnstein – Bad Ems – Limburg – Gießen                  | DB Regio Mitte       | 640 und 648, Mischbetrieb mit 643 sowie 644     |
| RB29  | Unterwesterwaldbahn         | Limburg – Montabaur – Siershahn                                         | Hessische Landesbahn | 640 und 648                                     |
| RB45  | Lahntalbahn, Vogelsbergbahn | Limburg – Weilburg – Wetzlar – Gießen – Grünberg – Alsfeld – Fulda      | Hessische Landesbahn | 648, 2648 und 622                               |
| RB46  | Lahn-Kinzig-Bahn            | Gießen – Hungen – Nidda – Glauburg-Stockheim – Gelnhausen               | Hessische Landesbahn | 648 und 2648                                    |
| RB47  | Horlofftalbahn              | Friedberg – Beienheim – Wölfersheim-Södel                               | Hessische Landesbahn | 2648                                            |
| RB48  | Horlofftalbahn              | Friedberg – Beienheim – Nidda                                           | Hessische Landesbahn | 2648                                            |
| RB52  | Rhönbahn                    | Fulda – Eichenzell – Gersfeld                                           | Hessische Landesbahn | 648, 2648 und 640                               |
| RB62  | Riedbahn                    | Worms – Biblis                                                          | DB Regio Mitte       | 622 und 623                                     |
| RB63  | Nibelungenbahn              | Worms – Bensheim                                                        | DB Regio Mitte       | 622 und 623                                     |
| RB66  | Pfungstadtbahn              | Darmstadt Hbf – Pfungstadt                                              | VIAS Rail GmbH       | 622, Mischbetrieb mit 615                       |
| RB69  | Weschnitztalbahn            | Weinheim – Fürth (Odenwald)                                             | DB Regio Mitte       | 622 und 623                                     |
| RE80  | Odenwaldbahn                | Darmstadt Hbf – Erbach (Odw)                                            | VIAS Rail GmbH       | 622, Mischbetrieb mit 615                       |
| RB81  | Odenwaldbahn                | Darmstadt Hbf – Erbach (Odw) (– Eberbach)                               | VIAS Rail GmbH       | 622, Mischbetrieb mit 615                       |
| RB82  | Odenwaldbahn                | Frankfurt Hbf – Darmstadt Nord – Erbach (Odw) (– Eberbach)              | VIAS Rail GmbH       | 622, Mischbetrieb mit 615                       |
| RE85  | Odenwaldbahn                | Frankfurt Hbf – Hanau Hbf – Groß Umstadt-Wiebelsbach (– Erbach (Odw))   | VIAS Rail GmbH       | 622, Mischbetrieb mit 615                       |
| RB86  | Odenwaldbahn                | Hanau – Groß Umstadt-Wiebelsbach                                        | VIAS Rail GmbH       | 622                                             |
| RB90  | Westerwald-Sieg-Bahn        | Limburg – Au – Betzdorf – Siegen (– Kreuztal)                           | Hessische Landesbahn | 640 und 648/1648                                |
| RB95  | Sieg-Dill-Bahn              | Siegen – Haiger – Dillenburg                                            | Hessische Landesbahn | 640, 648, 1648, Mischbetrieb mit 1440 und Flirt |
| RB96  | Hellertalbahn               | Betzdorf – Herdorf – Neunkirchen – Haiger – Dillenburg                  | Hessische Landesbahn | 648 und 1648                                    |

Stand: 08/2024

### Mecklenburg-Vorpommern
| Linie | Linienbezeichnung | Linienweg                                                                            | Betreiber        | Baureihen |
| ----- | ----------------- | ------------------------------------------------------------------------------------ | ---------------- | --------- |
| RE4   | Stadttore-Linie   | Lübeck – Grevesmühlen – Bad Kleinen – Bützow – Güstrow – Pasewalk – Szczecin/Stettin | DB Regio Nordost | 623       |
| RE4   | Stadttore-Linie   | Bützow – Güstrow – Pasewalk – Ueckermünde Stadthafen                                 | DB Regio Nordost | 623       |
| RB25  | Velgast – Barth   | Velgast – Barth                                                                      | DB Regio Nordost | 640       |

Stand: 12/2019

### Niedersachsen/Bremen
| Linie | Linienweg                                                                  | Betreiber            | Baureihen |
| ----- | -------------------------------------------------------------------------- | -------------------- | --------- |
| RE4   | Goslar – Vienenburg – Wernigerode – Halberstadt – Aschersleben – Halle     | Start MD             | 1648      |
| RE10  | Hannover – Hildesheim – Salzgitter-Ringelheim – Goslar – Bad Harzburg      | erixx                | 622       |
| RE18  | Wilhelmshaven – Sande – Oldenburg – Cloppenburg – Osnabrück                | NordWestBahn         | 648, 1648 |
| RE21  | Goslar – Vienenburg – Wernigerode – Halberstadt – Oschersleben – Magdeburg | Start MD             | 1648      |
| RB32  | Lüneburg – Hitzacker – Dannenberg                                          | erixx                | 622       |
| RB33  | Cuxhaven – Dorum – Bremerhaven – Bremervörde – Buxtehude                   | evb                  | 648, 554  |
| RB37  | Bremen – Soltau – Uelzen                                                   | RV Start Deutschland | 648       |
| RB38  | Hannover – Walsrode – Soltau – Buchholz (– Hamburg-Harburg)                | RV Start Deutschland | 648       |
| RB42  | Braunschweig – Wolfenbüttel – Vienenburg – Bad Harzburg                    | erixx                | 622       |
| RB43  | Braunschweig – Wolfenbüttel – Vienenburg – Goslar                          | erixx                | 622       |
| RB44  | Braunschweig – Salzgitter-Lebenstedt                                       | DB Regio             | 640, 648  |
| RB45  | Braunschweig – Wolfenbüttel – Schöppenstedt                                | DB Regio             | 648       |
| RB46  | Braunschweig – Salzgitter-Ringelheim – Seesen – Herzberg                   | DB Regio             | 648       |
| RB47  | Braunschweig – Gifhorn – Wahrenholz – Wittingen – Uelzen                   | erixx                | 622       |
| RB48  | Braunschweig – Salzgitter-Lebenstedt                                       | DB Regio             | 640       |
| RB56  | Bad Bentheim – Nordhorn – Neuenhaus                                        | Bentheimer Eisenbahn | 1648      |
| RB58  | Osnabrück – Bramsche – Vechta – Delmenhorst – Bremen                       | NordWestBahn         | 648, 1648 |
| RB59  | Wilhelmshaven – Sande – Esens                                              | NordWestBahn         | 648, 1648 |
| RB77  | Hildesheim – Hameln – Löhne – Bünde                                        | RV Start Deutschland | 648       |
| RB79  | Hildesheim – Bodenburg                                                     | RV Start Deutschland | 648       |
| RB80  | Nordhausen – Herzberg – Northeim – Göttingen                               | DB Regio             | 648       |
| RB81  | Nordhausen – Herzberg – Northeim – Bodenfelde                              | DB Regio             | 648       |
| RB82  | Bad Harzburg – Goslar – Seesen – Kreiensen – Northeim – Göttingen          | DB Regio             | 648       |
| RB86  | Einbeck Mitte – Einbeck-Salzderhelden (– Göttingen)                        | DB Regio             | 640, 648  |

Stand: 12/2021

### Nordrhein-Westfalen
| Linie | Linienbezeichnung                      | Linienweg                                                                | Betreiber            | Baureihen                                          |
| ----- | -------------------------------------- | ------------------------------------------------------------------------ | -------------------- | -------------------------------------------------- |
| S7    | Der Müngstener                         | Solingen – Remscheid – Wuppertal                                         | RheinRuhrBahn        | 1648 Gesamtverkehr                                 |
| S23   | Voreifelbahn Dieselnetz Köln           | Bonn – Euskirchen – Bad Münstereifel                                     | DB Regio NRW         | 620 und 622 Gesamtverkehr                          |
| RE10  | Niers-Express Niers-Rhein-Emscher-Netz | Düsseldorf – Krefeld – Kempen – Geldern – Kevelaer – Goch – Kleve        | RheinRuhrBahn        | 648 Gesamtverkehr                                  |
| RE12  | Eifel-Mosel-Express Dieselnetz Köln    | Köln – Euskirchen – Gerolstein – Trier                                   | DB Regio NRW         | 620 und 622 Gesamtverkehr                          |
| RB21  | Rurtalbahn                             | Heimbach – Düren – Linnich                                               | Rurtalbahn           | 622, Mischverkehr mit 650                          |
| RE22  | Eifel-Express Dieselnetz Köln          | Köln – Euskirchen – Gerolstein – weiter als RB22 nach Trier              | DB Regio NRW         | 620 und 622 Gesamtverkehr                          |
| RB24  | Eifel-Bahn Dieselnetz Köln             | Köln – Euskirchen – Kall / Gerolstein                                    | DB Regio NRW         | 620 und 622 Gesamtverkehr                          |
| RB25  | Oberbergische Bahn Dieselnetz Köln     | Köln – Overath – Gummersbach – Meinerzhagen – Lüdenscheid                | DB Regio NRW         | 620 und 622 Gesamtverkehr                          |
| RB30  | Rhein-Ahr-Bahn Dieselnetz Köln         | Walporzheim – Bad Neuenahr – Remagen – Bonn                              | DB Regio NRW         | 620 Gesamtverkehr                                  |
| RB31  | Der Niederrheiner                      | Duisburg – Rheinhausen – Moers – Xanten                                  | RheinRuhrBahn        | 648 Gesamtverkehr                                  |
| RB34  | Schwalm-Nette-Bahn Erft-Schwalm-Netz   | Mönchengladbach – Wegberg – Dalheim                                      | VIAS Rail GmbH       | 1648                                               |
| RE34  | Dortmund-Siegerland-Express            | (Dortmund –) Letmathe – Finnentrop – Siegen                              | Hessische Landesbahn | 648 (1 Umlauf HLB) , Flirt 3XL / IC 2 (Umläufe DB) |
| RB36  | Ruhrort-Bahn                           | Oberhausen – Duisburg-Meiderich – Duisburg-Ruhrort                       | RheinRuhrBahn        | 648 Gesamtverkehr                                  |
| RB38  | Erft-Bahn                              | Bedburg (Erft) – Bergheim – Horrem – Köln                                | DB Regio NRW         | 620 Gesamtverkehr                                  |
| RB39  | Düssel-Erft-Bahn Erft-Schwalm-Netz     | Düsseldorf – Neuss – Grevenbroich – Bedburg (Erft)                       | Vias Rail GmbH       | 622, 1648                                          |
| RE44  | Fossa-Emscher-Express                  | Bottrop – Oberhausen – Duisburg – Rheinhausen – Moers                    | RheinRuhrBahn        | 648 Gesamtverkehr                                  |
| RB77  | Weser-Bahn                             | Bünde – Löhne – Vlotho – Rinteln – Hameln – Nordstemmen – Hildesheim     | RV Start Deutschland | 648 Gesamtverkehr                                  |
| RB90  | Westerwald-Sieg-Bahn                   | Limburg – Westerburg – Au – Betzdorf – Siegen (– Kreuztal)               | Hessische Landesbahn | 640 und 648/1648; Mischbetrieb mit 646             |
| RB92  | Biggesee-Express                       | Finnentrop – Attendorn – Olpe                                            | Hessische Landesbahn | 648/1648 Gesamtverkehr                             |
| RB93  | Rothaar-Bahn                           | Betzdorf – Siegen – Kreuztal – Hilchenbach – Erndtebrück – Bad Berleburg | Hessische Landesbahn | 640 und 648/1648                                   |
| RB95  | Sieg-Dill-Bahn                         | Siegen – Haiger – Dillenburg                                             | Hessische Landesbahn | 1648                                               |
| RB96  | Hellertalbahn                          | Betzdorf – Herdorf – Neunkirchen – Haiger – Dillenburg                   | Hessische Landesbahn | 648/1648                                           |

Stand: 11/2024

### Rheinland-Pfalz
| Linie           | Linienbezeichnung                   | Linienweg                                                                                               | Betreiber            | Baureihen                                                                               |
| --------------- | ----------------------------------- | --- | -------------------- | --------------------------------------------------------------------------------------- |
| RE2             | Südwest-Express (SÜWEX)             | Frankfurt – Frankfurt Flughafen – Mainz – Bingen (Rhein) – Koblenz                                      | Vlexx                | 620 und 622 einzelne Fahrten als HVZ-Verstärker Mischverkehr mit 429.1 (DB Regio Mitte) |
| RE3, RB33, RB34 | Nahe-Express                        | (Frankfurt – Frankfurt Flughafen –) Mainz – Bad Kreuznach (– Saarbrücken) (Idar-Oberstein – Baumholder) | Vlexx                | 620 und 622                                                                             |
| RE12            | Eifel-Mosel-Express Dieselnetz Köln | Köln – Euskirchen – Gerolstein – Trier                                                                  | DB Regio NRW         | 620 und 622                                                                             |
| RE13            |                                     | (Frankfurt – Frankfurt Flughafen – Mainz – Alzey – Kirchheimbolanden)                                   | vlexx                | 620 und 622                                                                             |
| RE17            |                                     | Koblenz – Boppard – Bingen – Bad Kreuznach – Bad Münster am Stein – Kaiserslautern                      | Vlexx                | 620 und 622                                                                             |
| RE22, RB22      | Eifel-Express Dieselnetz Köln       | Köln – Euskirchen – Gerolstein – weiter als RB22 nach Trier                                             | DB Regio NRW         | 620 und 622 Gesamtverkehr                                                               |
| RB23            | Lahn-Eifel-Bahn                     | Mayen Ost – Koblenz – Limburg (Lahn)                                                                    | DB Regio Mitte       | 643, 640 und 648                                                                        |
| RE25            | Lahn-Eifel-Bahn                     | Koblenz – Niederlahnstein – Bad Ems – Limburg – Weilburg – Wetzlar – Gießen                             | DB Regio Mitte       | 643, 640 und 648                                                                        |
| RB29            | Unterwesterwaldbahn                 | Siershahn – Limburg (Lahn)                                                                              | Hessische Landesbahn | 640 und 648                                                                             |
| RB30            | Rhein-Ahr-Bahn Dieselnetz Köln      | Walporzheim – Bad Neuenahr – Remagen – Bonn                                                             | DB Regio NRW         | 620 Gesamtverkehr                                                                       |
| RB31            | Donnersbergbahn                     | (Frankfurt – Frankfurt Flughafen –) Mainz – Alzey (– Kirchheimbolanden)                                 | Vlexx                | 620 und 622 (nur einzelne Züge in HVZ ab Frankfurt)                                     |
| RB35            | Rheinhessenbahn                     | Worms – Alzey – Bingen Stadt                                                                            | DB Regio Mitte       | 622 und 623 (648)                                                                       |
| RB38            | Eifelquerbahn                       | Andernach – Mendig – Mayen Ost – Mayen West – Monreal – Kaisersesch                                     | DB Regio Mitte       | 640, 643 und 648                                                                        |
| RB39            | Ahrtal-Bahn Dieselnetz Köln         | Walporzheim – Bad Neuenahr – Remagen                                                                    | DB Regio NRW         | 620 Gesamtverkehr                                                                       |
| RB45            | Pfälzische Nordbahn                 | Neustadt – Bad Dürkheim – Freinsheim – Grünstadt – Monsheim                                             | DB Regio Mitte       | 622 und 623                                                                             |
| RB46            | Eistalbahn                          | Frankenthal – Freinsheim – Grünstadt – Ramsen (– Eiswoog)                                               | DB Regio Mitte       | 622 und 623                                                                             |
| RB90            | Westerwald-Sieg-Bahn                | Limburg (Lahn) – Westerburg – Altenkirchen – Au (Sieg) – Betzdorf – Siegen (– Kreuztal)                 | Hessische Landesbahn | 640 und 648/1648                                                                        |
| RB93            | Rothaar-Bahn                        | Betzdorf – Siegen – Kreuztal – Erndtebrück – Bad Berleburg                                              | Hessische Landesbahn | 640 und 648/1648                                                                        |
| RB96            | Hellertalbahn                       | Betzdorf – Herdorf – Neunkirchen – Haiger – Dillenburg                                                  | Hessische Landesbahn | 648/1648                                                                                |

Stand: 05/2024

### Saarland
| Linie | Linienweg                                                               | Betreiber | Baureihen   |
| ----- | ----------------------------------------------------------------------- | --------- | ----------- |
| RE3   | (Frankfurt – Frankfurt Flughafen –) Mainz – Bad Kreuznach – Saarbrücken | Vlexx     | 620 und 622 |
| RB72  | Saarbrücken - Illingen - Lebach-Jabach                                  | Vlexx     | 620 und 642 |

Stand: 11/2024

### Sachsen
| Linie | Linienweg                                              | Betreiber                                     | Baureihen                                    |
| ----- | ------------------------------------------------------ | --------------------------------------------- | -------------------------------------------- |
| RB110 | Leipzig Hbf – Borsdorf – Grimma – Leisnig – Döbeln Hbf | Transdev Regio Ost (Mitteldeutsche Regiobahn) | 648 (vereinzelte Fahrten)                    |
| RE6   | Leipzig Hbf – Bad Lausick – Geithain – Chemnitz Hbf    | Transdev Regio Ost (Mitteldeutsche Regiobahn) | 648/1648 (bei Ausfall einer Stammzugeinheit) |

Stand: 12/2018

### Sachsen-Anhalt
| Linie | Linienweg                                                   | Betreiber              | Baureihen |
| ----- | ----------------------------------------------------------- | ---------------------- | --------- |
| HBX   | Goslar/Thale – Halberstadt – Magdeburg – Potsdam – Berlin   | Start MD               | 1648      |
| RE4   | Halle – Aschersleben – Halberstadt – Wernigerode – Goslar   | Start MD               | 1648      |
| RE6   | Magdeburg – Haldensleben – Oebisfelde – Wolfsburg           | Start MD               | 1648      |
| RE10  | Magdeburg – Güsten – Sandersleben – Sangerhausen – Erfurt   | Start MD               | 1648      |
| RE11  | Magdeburg – Halberstadt – Thale                             | Start MD               | 1648      |
| RE21  | Magdeburg – Halberstadt – Wernigerode – Goslar              | Start MD               | 1648      |
| RE24  | Halle – Könnern – Sandersleben – Aschersleben – Halberstadt | Start MD               | 1648      |
| RE31  | Magdeburg – Halberstadt – Blankenburg                       | Start MD               | 1648      |
| RB33  | Stendal – Tangermünde                                       | Hanseatische Eisenbahn | 640       |
| RB34  | Stendal – Schönhausen – Rathenow                            | Hanseatische Eisenbahn | 640       |
| RB35  | Stendal – Gardelegen – Oebisfelde – Wolfsburg               | Start MD               | 1648      |
| RB36  | Magdeburg – Haldensleben – Oebisfelde – Wolfsburg           | Start MD               | 1648      |
| RB41  | Magdeburg – Schönebeck – Güsten – Aschersleben              | Start MD               | 1648      |
| RB43  | Magdeburg – Dodendorf – Oschersleben                        | Start MD               | 1648      |
| RB44  | Halberstadt – Gatersleben – Aschersleben                    | Start MD               | 1648      |
| RB47  | Magdeburg – Schönebeck – Calbe – Bernburg – Könnern – Halle | Start MD               | 1648      |
| RB50  | Dessau – Köthen – Bernburg – Güsten – Aschersleben          | Start MD               | 1648      |
| RB77  | Naumburg – Freyburg – Laucha – Nebra – Wangen               | Start MD               | 1648      |

Stand: 12/2024

### Schleswig-Holstein
| Linie | Linienweg                                                         | Betreiber                                                | Baureihen                 |
| ----- | ----------------------------------------------------------------- | -------------------------------------------------------- | ------------------------- |
| A2    | Norderstedt Mitte – Kaltenkirchen – Neumünster                    | AKN                                                      | 622                       |
| A3    | Elmshorn – Barmstedt – Henstedt-Ulzburg                           | AKN                                                      | 648, Mischbetrieb mit VTA |
| RB62  | Heide – Itzehoe                                                   | DB Regio SH                                              | 622                       |
| RB66  | Niebüll – Tønder – (Esbjerg st)                                   | GoCollective, Norddeutsche Eisenbahngesellschaft Niebüll | 648                       |
| RB85  | Lübeck – Neustadt                                                 | DB Regio SH                                              | 648                       |
| RE4   | Lübeck – Bad Kleinen – Bützow – Neubrandenburg – Szczecin/Stettin | DB Regio Nordost                                         | 623                       |

Stand: 06/2025

### Thüringen
| Linie   | Linienweg                                             | Betreiber     | Baureihen    |
| ------- | ----------------------------------------------------- | ------------- | ------------ |
| RE10    | Erfurt – Sömmerda – Artern – Sangerhausen – Magdeburg | Start MD      | 1648         |
| RB 21   | Erfurt - Weimar - Jena - Gera                         | EB            | 648          |
| RB80/81 | Nordhausen – Bodenfelde / Göttingen                   | DB Regio Nord | Baureihe 648 |

Stand: 11/2024

### Niederlande
| Linie       | Linienweg                        | Betreiber       | Baureihen |
| ----------- | -------------------------------- | --------------- | --------- |
| 31000 RS 21 | Almelo – Mariënberg – Hardenberg | Arriva/Blauwnet | LINT 41/H |
| 31200 RS 24 | Zutphen – Hengelo – Oldenzaal    | Arriva/Blauwnet | LINT 41/H |

Stand: 01/2024

### Dänemark
| Linie | Linienweg                                              | Betreiber           | Baureihen |
| ----- | ------------------------------------------------------ | ------------------- | --------- |
| 50    | Esbjerg - Tønder - Niebüll                             | GoCollective        | LINT 41   |
| 51    | Herning - Skjern - Esbjerg                             | GoCollective        | LINT 41   |
| 90    | Struer - Herning - Vejle                               | GoCollective        | LINT 41   |
| 53    | Aarhus - Herning - Struer                              | GoCollective        | LINT 41   |
| 54    | Aarhus - Langå - Struer                                | GoCollective        | LINT 41   |
| 84    | Esbjerg - Varde - Nørre Nebel                          | GoCollective        | LINT 41   |
| 61    | Odense - Svendborg                                     | GoCollective        | LINT 41   |
| RE75  | Skagen - Frederikshavn - Hjørring - Aalborg - Skørping | Nordjyske Jernbaner | LINT 41   |
| RE69  | Aalborg Lufthavn - Aalborg - Skørping                  | Nordjyske Jernbaner | LINT 41   |
| RE76  | Hirtshals - Hjørring - Aalborg                         | Nordjyske Jernbaner | LINT 41   |
| 110R  | Roskilde - Hårlev - Faxe Ladeplads                     | Lokaltog            | LINT 41   |
| 210R  | Roskilde - Hårlev - Rødvig                             | Lokaltog            | LINT 41   |
| 510R  | Holbæk - Nykøbing Sj                                   | Lokaltog            | LINT 41   |
| 920R  | Hillerød - Hundested                                   | Lokaltog            | LINT 41   |
| 920E  | Hillerød - Hundested                                   | Lokaltog            | LINT 41   |
| 930R  | Hillerød - Helsingør                                   | Lokaltog            | LINT 41   |
| 940R  | Gilleleje - Helsingør                                  | Lokaltog            | LINT 41   |
| 950R  | Hillerød - Gilleleje                                   | Lokaltog            | LINT 41   |
| 960R  | Hillerød - Tisvildeleje                                | Lokaltog            | LINT 41   |

Stand: 11/2024

### Slowakei
| Linie | Linienweg                              | Betreiber   | Baureihen |
| ----- | -------------------------------------- | ----------- | --------- |
|       | Bratislava – Dunajska Streda - Komárno | Leo Express | LINT 41   |

Stand: 11/2024

### Tschechien
| Linie | Linienweg                                                                    | Betreiber    | Baureihen         |
| ----- | ---------------------------------------------------------------------------- | ------------ | ----------------- |
|       | Vsetín - Horní Lideč - Bylnice / Střelná                                     | ARRIVA vlaky | LINT 41 & LINT 27 |
|       | Vsetín - Velké Karlovice                                                     | ARRIVA vlaky | LINT 41 & LINT 27 |
|       | Staré Město u Uherského Hradiště - Bylnice / Veselí nad Moravou / Luhačovice | ARRIVA vlaky | LINT 41 & LINT 27 |

Stand: 11/2024